# Deng Xiaoping

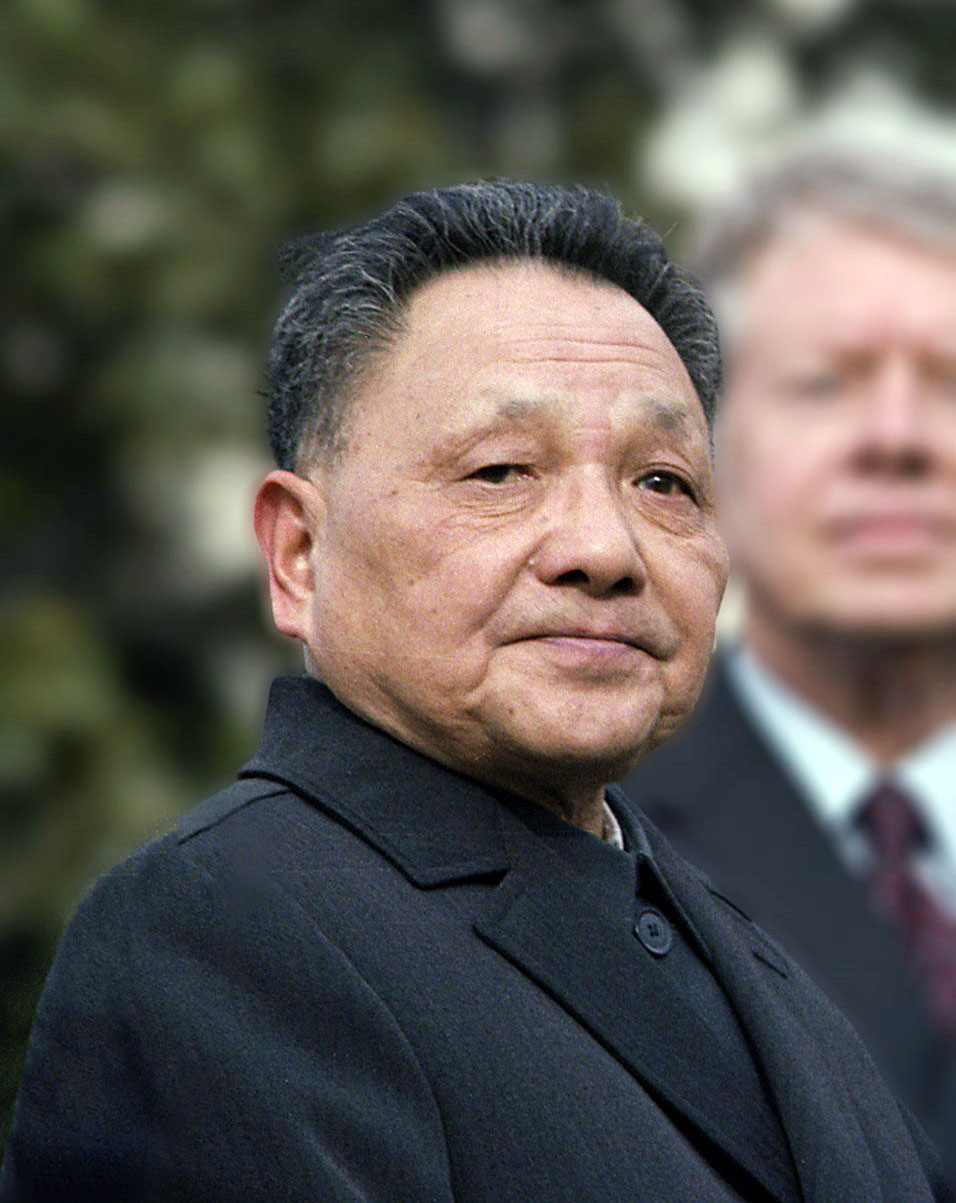
Deng Xiaoping, 1979 in Washington DC

Deng Xiaoping (chinesisch 鄧小平 / 邓小平, Pinyin Dèng Xiǎopíng, W.-G. Teng Hsiao-p’ing; anhörenⓘ; * 22. August 1904 in Xiexing; † 19. Februar 1997 in Peking) war ein chinesischer Politiker und Parteiführer, der die Volksrepublik China faktisch von 1979 bis 1997 regierte. Für seinen Regierungsstil war charakteristisch, dass Deng weder Staatschef noch Premierminister oder Parteiführer war, das politische Geschehen jedoch als „Überragender Führer“ aus seinen Ämtern als Vizepremierminister, Vizeparteivorsitzender und Vorsitzender der Zentralen Militärkommission heraus kontrollierte.
Deng war Kern der Zweiten Führungsgeneration der Partei, in der Rolle des „Überragenden Führers“ war er Nachfolger von Mao Zedong, führte jedoch dessen Politik größtenteils nicht fort. Er brachte China auf einen wirtschaftlichen Liberalisierungskurs, der zu einer schnellen Verbesserung der materiellen Lage fast aller Chinesen führte. Auf der politischen Seite blieb China jedoch ein totalitärer Staat, da Deng jegliche Demokratisierung ablehnte. Deng gilt als „Generalarchitekt von Reform und Öffnung“.
Geboren in der Provinz Sichuan, war Deng unter den ersten chinesischen Arbeiter-Studenten, die nach Frankreich kamen. Hier litt Deng unter den schlechten Lebensbedingungen und schloss sich der Kommunistischen Partei an. Er studierte einige Monate in Moskau, bevor er nach China zurückkam, um als politischer Kommissar in Feng Yuxiangs Nordwestarmee zu dienen. Nach Fengs Bruch mit den Kommunisten bekam Deng die Aufgabe, ein kommunistisches Basisgebiet in Guangxi zu errichten, scheiterte jedoch. Im Jiangxi-Sowjet wurde Deng zu einem Unterstützer Mao Zedongs, nahm am Langen Marsch teil und fungierte im Zweiten Japanisch-Chinesischen Krieg und dem Bürgerkrieg als politischer Kommissar in der 8. Marscharmee. Zusammen mit Liu Bocheng kommandierte er mehrere entscheidende Operationen der 129. Division.
Nach Ausrufung der Volksrepublik China war er zunächst erster Parteisekretär Südwestchinas, wurde nach Peking geholt und hatte danach unter anderem die Posten des Finanzministers, stellvertretenden Premierministers und Generalsekretärs des Zentralkomitees inne. In diesen Rollen trieb er Maos Kampagnen wie die Anti-Rechts-Bewegung und die Kampagne gegen die Rechtsabweichler voran. Nach dem katastrophalen Scheitern des Großen Sprungs nach vorn, den Deng unbeschadet überstand, leitete Deng wirtschaftliche Konsolidierungsmaßnahmen, die Mao missfielen. In der Kulturrevolution wurde Deng als „kapitalistischer Wegbeschreiter“ zum Ziel von Angriffen, kam in Hausarrest, wurde degradiert und nach Jiangxi verbannt, wo er Traktoren reparierte. Im Jahre 1973 wurde er rehabilitiert und nach Lin Biaos angeblichem Putschversuch in seine alten Positionen zurückgeholt. Im Jahre 1976 verlor er diese ein drittes Mal.
Nach Maos Tod arbeitete Deng aktiv daran, Hua Guofeng von der Macht zu verdrängen und China auf wirtschaftlichen Modernisierungs- und Öffnungskurs zu bringen. 1977 führte er die landesweiten Hochschulaufnahmeprüfungen wieder ein, die während der Kulturrevolution zehn Jahre zuvor eingestellt worden waren. Deng startete das „Boluan Fanzheng“-Programm, um die Fehler der Kulturrevolution zu korrigieren, und wurde im Dezember 1978 de facto zur wichtigsten Führungsperson in Partei und Staat. Deng leitete Chinas politische Reformen ein, indem er Amtszeitbeschränkungen für hochrangige Beamte festlegte, und schlug eine systematische Überarbeitung der chinesischen Verfassung vor. Während Deng die politische Richtung vorgab, überließ er die praktische Umsetzung seiner Politik überwiegend Zhao Ziyang (u. a. Premierminister 1980–1987) und Hu Yaobang (Generalsekretär 1980–1987). 1982 wurde die neue Verfassung vom Nationalen Volkskongress verabschiedet, und die meisten Inhalte sind bis heute wirksam. 1978 und 1985 wurde er vom Time Magazine zweimal zur „Person of the Year“ gekürt. 1986 genehmigte er das „Programm 863“ für Chinas Wissenschaft und Technologie.
Außenpolitisch strebte er nach engerer Zusammenarbeit mit den USA, während er den sowjetischen Einfluss begrenzte, indem er Krieg gegen Vietnam führte. Verhandlungen mit Margaret Thatcher über die Zukunft Hongkongs endeten in der Vereinbarung, dass das Vereinigte Königreich das Territorium 1997 unter dem Grundsatz Ein Land, zwei Systeme an China zurückgibt. Deng nahm die politische Unberechenbarkeit Mao Zedongs zurück, lehnte aber alles ab, was die Autorität der Kommunistischen Partei untergraben könnte. Seine beiden designierten Nachfolger Hu Yaobang und Zhao Ziyang ließ er fallen, weil er sie für zu liberal hielt. Die Proteste auf dem Tian’anmen-Platz ließ Deng mit Gewalt beenden. Als seinen Nachfolger installierte er schließlich Jiang Zemin. Anfang 1992 nahm Deng mit einer symbolhaften Südreise die Reform und Öffnung wieder auf und unterstrich die Notwendigkeit der wirtschaftlichen Liberalisierung.

## Herkunft und Kindheit
Deng Xiaoping wurde am 22. August 1904 (12. Tag des 7. Monats nach dem traditionellen chinesischen Kalender) in einem kleinen Ort namens Paifang in der heutigen Gemeinde Xiexing, Bezirk Guang’an, Provinz Sichuan, etwa 160 km entfernt von Chongqing geboren. Sein Vater gab ihm den Namen Deng Xiansheng (邓先圣, ‚der den Heiligen (Konfuzius) an erste Stelle setzt‘). Im Alter von fünf Jahren bekam er von seinem Schullehrer, dem dies nicht respektvoll genug erschien, den Namen Deng Xixian (邓希贤, ‚der den Weisen verehrt‘). Den Namen Xiaoping (‚kleiner Frieden‘) nahm er erst 1923 an.
Die Vorfahren von Deng Xiaoping waren im 14. Jahrhundert aus Jiangxi nach Sichuan eingewandert. Ein Vorfahre Dengs namens Deng Shimin hatte die höchste Beamtenprüfung geschafft und war ein höchstrangiger Beamter unter Kaiser Qianlong. Zu seinen Ehren wurde auch ein Torbogen errichtet, der eine Inschrift des Kaisers trug, jedoch in der Kulturrevolution zerstört wurde.
Dengs Vater Deng Wenming besaß zwischen 7 und 20 Hektar Land, betrieb Ackerbau und Seidenraupenzucht und beschäftigte ein paar Landarbeiter. Er war fortschrittlich und hoch gebildet; in Chengdu hatte er eine moderne juristische Ausbildung durchlaufen, er war Lehrer in der einzigen modernen Schule der Gemeinde, die er mitgegründet hatte, und genoss ein hohes Ansehen. Er war praktizierender Anhänger von Buddhismus und Daoismus sowie Mitglied in einer Geheimgesellschaft, die die Qing-Dynastie stürzen und die Ming-Dynastie restaurieren wollte. Im Jahre 1910 demonstrierte Vater Deng im Rahmen der Bewegung für die Sicherung der Eisenbahn, während der Xinhai-Revolution trat er der Progressiven Partei bei, die in Sichuan die Macht ergriffen hatte. Er wurde zum Kommandeur einer Einheit ernannt, die die öffentliche Ordnung in Sichuan aufrechterhalten sollte. Dengs Einstieg in die Politik brachte ihm jedoch Schwierigkeiten, so dass er sich in Chongqing verstecken musste. Verluste im Glücksspiel zwangen Deng zum Verkauf von Teilen seines Besitzes. Dengs Mutter hatte aufgrund der Abwesenheit ihres Mannes allein und unter erheblichen finanziellen Schwierigkeiten für die Erziehung der Kinder zu sorgen. Dengs Vater heiratete nach ihrem Tod noch mehrmals; insgesamt hatte Deng Xiaoping eine Schwester, zwei Brüder, einen Halbbruder und drei Halbschwestern sowie eine Stiefschwester; einige seiner Geschwister dürfte Deng Xiaoping nie gesehen haben.
Vater Deng, der für seinen Sohn eine steile Karriere wünschte, legte viel Wert auf Bildung. Bereits im Alter von fünf Jahren begann für Deng Xiaoping eine konfuzianistisch geprägte Schulausbildung; Deng fand sie, wie viele Jungen seiner Zeit, unverständlich. Bereits ein Jahr später wechselte er auf eine moderne Volksschule sowie danach auf die einzige moderne Mittelschule in Guang’an. In die Schulzeit Dengs fallen historische Umwälzungen in China wie der Fall der Qing-Dynastie und die Ausrufung der Republik. Als Deng Xiaoping 14 Jahre alt war, hörte sein Vater von einer Schule in Chongqing, die junge Chinesen auf eine Ausbildung in Frankreich vorbereitete. Im Sommer 1919 verließen Deng Xiaoping und sein Onkel Deng Shaosheng, der nur wenig älter war, ihr Heimatdorf und besuchten die Schule in Chongqing. Warum Dengs Vater seinen Sohn im Ausland ausbilden lassen wollte, ist unklar. Dem Vater muss jedoch klar gewesen sein, dass sein Sohn auf diese Weise nie seine Nachfolge antreten würde – ein für chinesisches Denken sehr unbefriedigender Ausblick.

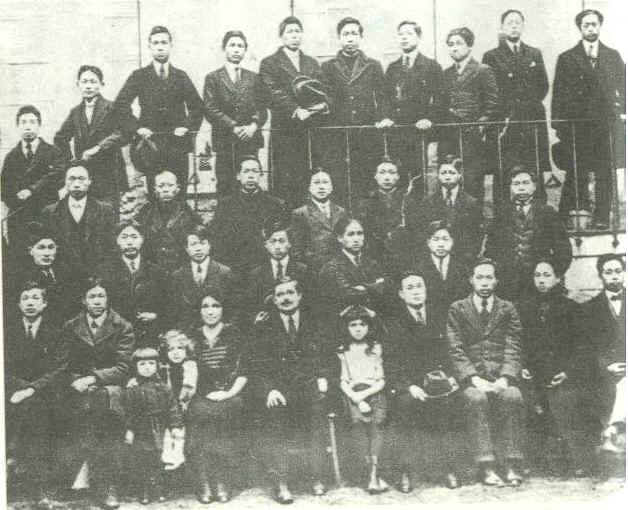
Gruppenfoto der Arbeiter-Studenten, mit Deng in der obersten Reihe, dritte Person von rechts

Die Schulausbildung in Chongqing 1919/20 umfasste vor allem französische und chinesische Sprache sowie handwerkliche Fertigkeiten. Die Organisation, der Deng beigetreten war, nannte sich Bewegung für fleißige Arbeit und zielstrebiges Lernen. Sie war vom Patrioten, Anarchisten und Frankophilen Li Yuying gegründet worden und hatte zum Ziel, junge Chinesen nach Frankreich zu bringen, die dort arbeiten und studieren und anschließend die wissenschaftlichen und gesellschaftlichen Kontakte zwischen China und Frankreich stärken sollten. Während dieser Ausbildung beteiligte Deng sich aktiv an der Bewegung des vierten Mai und am Boykott japanischer Produkte.
Am 11. September 1920 verließen Deng Xiaoping und Deng Shaosheng, zusammen mit etwa 200 weiteren Arbeiter-Studenten v. a. aus Sichuan und Hunan, den Hafen von Shanghai in Richtung Marseille. In Shanghai und auf den Zwischenstationen wurde Deng mehrmals Zeuge der erniedrigenden Behandlung Einheimischer durch europäische Kolonialherren, was einen bleibenden Eindruck bei Deng hinterließ.

## Schulzeit in Frankreich

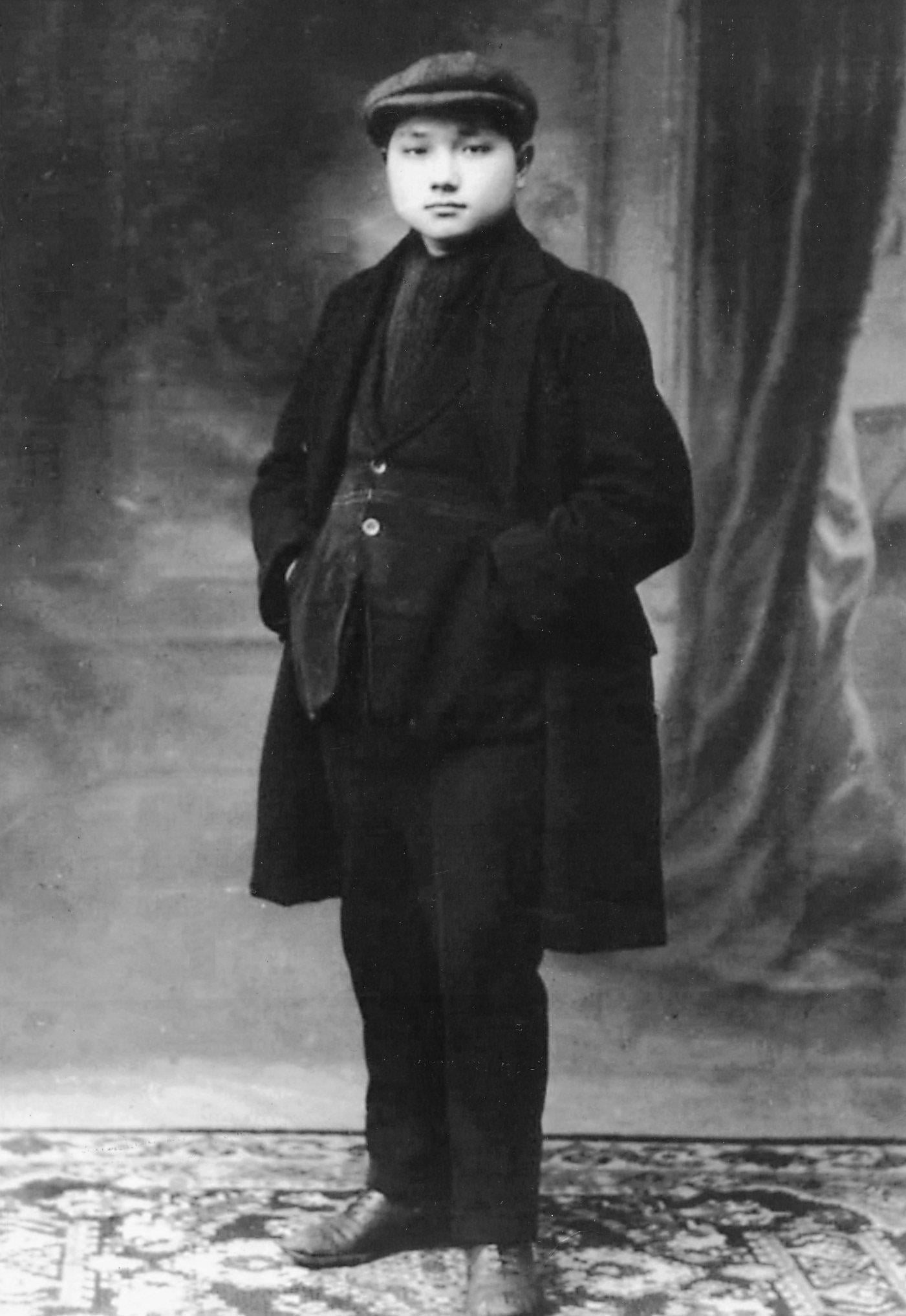
Deng Xiaoping (um 1920) in Frankreich

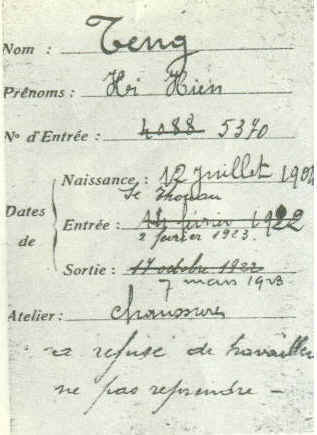
Dengs Personalkarte bei Hutchinson (1922–23) mit dem Vermerk Verweigert zu Arbeiten, nicht wieder anstellen.

Deng und seine Mitstreiter erreichten Frankreich im Oktober 1920, so wie zwischen 1919 und 1921 etwa 1600 chinesische Arbeiter-Studenten nach Frankreich kamen. Sie wurden auf verschiedene Gymnasien (lycées) in ganz Frankreich aufgeteilt, wo sie vor allem Französisch lernen sollten, bis sie es so gut beherrschten, dass sie einer höheren Ausbildung folgen konnten. Deng und sein Onkel landeten in Bayeux. Deng erinnerte sich später, dass er dort gar nichts lernte, dass das Essen schlecht war und man ihn wie ein Kind behandelte.
Bereits im Januar 1921 wurden die Schüler darüber informiert, dass die Stiftung kein Geld mehr habe und dass sie ab jetzt selbst für sich zuständig seien. Deng konnte zwar weiterhin auf bescheidene Unterstützung durch seine Familie zählen, musste aber in verschiedenen Fabriken Arbeit suchen. So stand er mit 16 Jahren am Hochofen von Schneider et cie. in Le Creusot, später in einer Papierblumen- und einer Gummischuhfabrik von Hutchinson in Châlette-sur-Loing, ab 1925 bei Renault. Deng und viele seiner Landsleute, die in einer ähnlichen Lage waren, verrichteten Arbeiten, für die Franzosen nicht zu gewinnen waren, und verdienten dafür weniger als französische Lehrlinge; sie stammten jedoch aus relativ begüterten chinesischen Familien und zählten in China zur Elite. Versuche, genug Geld zusammenzubekommen, um seine Ausbildung fortzusetzen, scheiterten.
Die hoffnungslose Lage der chinesischen Arbeiter-Studenten führte zu einem sehr engen Zusammenhalt der Gruppe und zu deren Radikalisierung. Es wurden häufige Proteste gegenüber den Regierungen Chinas und Frankreichs organisiert; ab 1922 gab es eine Organisation, die ein Jahr später Teil der kommunistischen Jugendliga wurde. Im Jahre 1924 wurden alle Mitglieder der kommunistischen Organisation der Chinesen in Frankreich automatisch Mitglieder der Kommunistischen Partei Chinas; ein Jahr später fusionierten die KP und die KMT.
Deng wandelte sich bis zum Sommer 1923 zum Kommunisten, dies nicht auf theoretischem Weg, sondern durch die Erfahrungen von Ungerechtigkeit und Erniedrigung der chinesischen Eliten in Jobs, die die Franzosen nicht machen wollten. Im Juni 1923 trat er der Chinesischen Sozialistischen Jugendliga bei und brach die Beziehungen zu seiner Familie ab. Ab Juni 1923 arbeitete er für das Büro der Kommunisten in Paris, das von Zhou Enlai geführt wurde. Hier verfasste er für das Blatt Rotes Licht Artikel, von denen einige erhalten geblieben sind. Sie vertreten die Meinung, dass China einen autoritären Staat brauche, um im Kampf mit den imperialistischen Mächten zu bestehen. Sie zeigen eine deftige Sprache, radikales Denken, aber wenig theoretische Tiefe. Deng erhielt bald politische Verantwortlichkeiten, u. a. für Propaganda oder die Führung für das Parteibüro in Lyon, und beteiligte sich an der Organisation von Demonstrationen oder an einem Überfall auf die chinesische Gesandtschaft in Paris, bei der ein anwesender Minister dazu gezwungen wurde, Protestnoten an die französische und die chinesische Regierung über das Verhalten der ausländischen Truppen in China zu unterzeichnen. Er plädierte für eine stärkere Zusammenarbeit mit der Sowjetunion, um die Ziele der chinesischen Kommunisten zu erreichen.
Seine Zeit in Frankreich und die Mitgliedschaft in der für die spätere Entwicklung der Kommunistischen Partei wichtigen Gruppe um Zhou Enlai, Zhao Shiyan, Li Fuchun, Chen Yi, Nie Rongzhen oder Li Weihan war für Deng entscheidend; diese Politiker bildeten zwar keine Fraktion innerhalb der Partei, hatten aber aufgrund ihrer gemeinsamen Erfahrungen auch ein gemeinsames Verständnis dafür, welchen Weg China gehen solle.
Die französische Polizei beobachtete die chinesischen Radikalen seit Längerem. Am 8. Januar 1926 wurde im winzigen Redaktionsraum der Zeitung in der Rue Casteja eine Razzia durchgeführt, der Deng nur knapp entging, denn er hatte sich am Vortag auf den Weg nach Moskau begeben.

## Parteischule in Moskau
Deng traf am 17. Januar 1926 in Moskau ein. Er besuchte zunächst die Kommunistische Universität für die Arbeiter des Ostens, wenige Wochen später kam er auf die Sun-Yat-sen-Universität, die von der Nationalistischen Partei Chinas und der KPdSU finanziert wurde. Deng hatte hier ein sehr hohes akademisches Soll zu bewältigen, er studierte sehr hart und erreichte gute Resultate. Die russische Sprache erlernte er hingegen nicht, so wie er in Frankreich auch kein Französisch gelernt hatte. In der jungen Sowjetunion herrschte zu jener Zeit die Neue Ökonomische Politik, die chinesischen Studenten wurden gut versorgt und es gab ein Kulturprogramm. Innerhalb der chinesischen Studenten brachen Konflikte zwischen verschiedenen Fraktionen aus; Deng war in diese Konflikte auch involviert und übte Parteidisziplin. Die Leitung des Studienprogrammes schätzte Deng als sehr geeignet für Propaganda und Parteiorganisation ein.
Deng blieb nur elf Monate in Moskau. Seine Rückkehr nach China geht auf Feng Yuxiang zurück, einen der Kriegsherren, die Nordchina während des chinesischen Bürgerkrieges beherrschten. Feng war Christ und chinesischer Traditionalist; er war der Ansicht, dass er als Heerführer auch als Vorbild für seine Untertanen und das gemeine Volk dienen müsse. Als solcher gehörte er zu den angeseheneren Anführern. Im Jahre 1924 bat er in der Sowjetunion um Hilfe, und man stellte ihm Geld, Waffen und militärische wie politische Berater zur Verfügung. 1926, nachdem er einige Niederlagen erlitten hatte, reiste er nach Moskau, um weitere Hilfe anzufordern. Ihm wurden neben weiteren Beratern auch chinesische Kommunisten unter Führung von Liu Bojian mitgegeben. Anfang 1927 bat Feng um weitere Unterstützung, um mit seinen Truppen, die gerade die Belagerung von Xi’an beendet hatten, in Richtung Henan vorzustoßen, wo sie sich an Chiang Kai-sheks Nordfeldzug beteiligen sollten. Moskau entschied, ihm einige der besten chinesischen Studenten zu schicken, worunter sich auch Deng befand. Er verließ Moskau am 12. Januar 1927 mit einem exzellenten Zeugnis in der Tasche.

## Bürgerkrieg
Ende März traf Deng mit zwanzig Kameraden in Xi’an ein. Er wurde zum Chef der politischen Abteilung in Fengs Militärakademie ernannt. Dort unterrichtete er etwa 100 Unteroffiziere in Revolutionsgeschichte, den Grundzügen des Kommunismus, Leninismus und Bolschewismus. Innerhalb kurzer Zeit stieg er ins Exekutivkomitee der Kuomintang-Parteizelle in der Militärakademie auf.
Bereits einen Monat nach Dengs Ankunft in Xi’an zerbrach die Allianz aus Nationalisten und Kommunisten; das Massaker von Shanghai vom 12. April 1927 war das Ergebnis. Deng und andere linksgerichtete Kuomintang-Mitglieder starteten eine Anti-Chiang-Kampagne, die in einer großen Demonstration vor Fengs Haus gipfelte. Feng entschied nach einigen politischen Konsultationen, sich auf die Seite Chiangs zu schlagen; im Sommer 1927 mussten alle Kommunisten die Armee und die Stadt Xi’an verlassen. Deng entschied sich, nach Wuhan aufzubrechen, wo die KP damals ihre Zentrale hatte.

### Arbeit in der Parteizentrale
In Wuhan traf er spätere Politikgrößen wie Zhou Enlai, Li Lisan oder Li Weihan wieder, die er bereits von seinem Frankreich-Aufenthalt kannte. Deng begann hier, für die Parteizentrale als Sekretär des Zentralkomitees zu arbeiten. Er nahm an zahlreichen Konferenzen und Sitzungen teil, in der Regel jedoch als Schriftführer und nicht als Redner; von der Dringlichkeitssitzung des 7. August 1927 etwa, wo entschieden wurde, gegen die Kuomintang mit bewaffneten Aufständen zu rebellieren, stammen die Notizen von Deng. In dieser Sitzung traf Deng auch zum ersten Mal mit Mao Zedong zusammen, wobei beide voneinander nicht besonders beeindruckt waren. Die Kommunistische Partei Chinas erhielt aus Moskau in dieser Phase nicht umsetzbare Direktiven. Unter dem Druck der Kuomintang war sie gezwungen, in den Untergrund zu gehen, ihre Mitgliederzahl sank dramatisch. Aus Sicherheitsgründen nahm Deng hier den Decknamen Xiaoping an.
Im Oktober 1927 verlegte die KP – ebenfalls aus Sicherheitsgründen – ihre Zentrale nach Shanghai und Deng arbeitete dort bis September 1929. Seine Funktionen hier beschränkten sich weitgehend auf organisatorische Tätigkeiten, während er gleichzeitig zivile Berufe ausübte. Hier heiratete er auch zum ersten Mal, und zwar zu Beginn des Jahres 1928 eine Frau namens Zhang Xiyuan, die er aus seiner Studienzeit in Moskau kannte. Gleichzeitig organisierte die KP einige Aufstände, etwa den Nanchang-Aufstand oder die großen Streiks von Hongkong und Guangzhou, wobei alle diese Aufstände blutig niedergeschlagen wurden und die Partei auszubluten drohte. Deng nahm an diesen Aufständen nicht teil und wurde auch nicht, wie etwa Qu Qiubai, Zhou oder Mao, für deren Scheitern kritisiert. Da viele ranghohe Parteimitglieder in den Aufständen ums Leben kamen oder durch die Kuomintang verhaftet und hingerichtet wurden, stieg Deng in der Parteihierarchie rasch auf, wurde allseits respektiert und um seine Meinung befragt.

### Schlachtfeld in Guangxi
Im Herbst 1929 wurde Deng nach Guangxi entsandt, um mit einigen einheimischen, dem Kommunismus zugeneigten Kriegsherren eine kommunistische Basis aufzubauen. Dass die Wahl für diese Aufgabe auf Deng fiel, ist ein Zeichen für das hohe Ansehen, das er bei der Parteispitze genoss; vor allem traute man dem 25-Jährigen zu, die komplexen Beziehungen mit den Kriegsherren, der Bevölkerung und der Parteizentrale zu beherrschen.
Deng und sein Kamerad Gong Yinbing, der später als Kurier fungieren sollte, kamen im September 1929 in Nanning an, wobei Deng den Decknamen Deng Bin benutzte. Dort trafen sie auf zwei Kriegsherren namens Li Mingrui und Yu Zuobai, die sich mit Chiang Kai-shek und dem mächtigsten Kriegsherren Guangxis Li Zongren überworfen hatten. Deng nahm eine Stelle als Sekretär in Yu Zuobais Kanzlei an. Dengs Einfluss wuchs schnell, da Yu auch als Vorsitzender der Regierung von Guangxi fungierte. Yu und Li planten einen Angriff auf Chiang Kai-shek, den Deng als aussichtslos beurteilte, von dem Deng die beiden Generäle aber nicht abbringen konnte. Deng ordnete an, dass die in Nanning verbliebenen Truppen unter dem Kommando von Zhang Yunyi im Falle einer Niederlage von Yu und Li rebellieren und die Stadt verlassen sollten. Ein Teil der KP-treuen Soldaten sollte sich nach Bose, der andere Teil nach Longzhou zurückziehen. Beide Städte versprachen ein hohes Steueraufkommen: Bose war Zentrum des Opiumhandels, Longzhou beherbergte die Zollstation für den Handel mit Französisch-Indochina.
Die Niederlage der beiden Kriegsherren trat kurz darauf ein. Im Oktober zogen sich die kommunistisch dominierten Truppen zurück; Deng traf am 11. Oktober 1929 in Bose ein. Er veranlasste, dass die Truppen und die einheimische Bevölkerung nur behutsam der kommunistischen Propaganda ausgesetzt wurden. Unzuverlässige Personen wurden aus der Armee entlassen, nur ein Kommandeur wurde hingerichtet.
Die Errichtung einer kommunistischen Basis scheiterte jedoch an der Clanstruktur der Zhuang-Bevölkerung, dem Gegensatz zwischen Zhuang, Han und Hakka, der Sprachbarriere und den unrealistischen Anweisungen von Parteizentrale und Komintern. Am 30. Oktober kam die Anordnung aus Shanghai, ein lokales Frontkomitee zu gründen, dessen Sekretär Deng sein sollte. Die 7. und 8. Rote Armee sollte aus den Truppen in Guangxi geformt werden und binnen 10 Tagen ein Aufstand verübt werden. Deng entschied sich jedoch, mit dem Aufstand abzuwarten, denn die Steuern, die die Opiumhändler ablieferten, ermöglichte es ihm, schlagkräftige und loyale Truppen aufzubauen. Der Aufstand geschah im Dezember 1929, als Deng sich zur Berichterstattung in Shanghai aufhielt. Er beschränkte sich jedoch im Wesentlichen auf die Plünderung von allen, die so aussahen, als besäßen sie etwas. Bei seiner Rückkehr nach Guangxi wurde Deng informiert, dass Li mit den kommunistischen Truppen nach Nanning aufgebrochen war, um seine Niederlage gegen Chiang zu rächen. Trotz seines Befehls zur sofortigen Rückkehr wurden die Einheiten aufgerieben, womit die Basis von Bose praktisch verloren war. Deng und Yu Zuoyu entschieden, die verbliebenen Truppen der 7. und 8. Roten Armeen zusammenzuführen. Anfang März 1930 brach Deng mit der 1. Kompanie der 7. Roten Armee auf, wurde aber in langwierige Gefechte mit Kuomintang-Truppen verwickelt. Am 10. März 1930 verließ er die Kompanie, die danach vollkommen vernichtet wurde. Der Grund für Dengs Entscheid ist nicht genau bekannt, später – vor allem in der Kulturrevolution – wurde ihm Fahnenflucht vorgeworfen.
Kurze Zeit später fiel auch die Basis Longzhou. Deng schlug sich nach Donglan durch, wo der einheimische Grundbesitzer Wei Baqun seine eigene kleine kommunistische Basis geschaffen hatte; Deng unterstützte sie im Herbst 1929 mit Waffen. Erst im Mai 1930 trafen die Generäle mit den verbleibenden Truppen ein. Aus Shanghai kam die Anordnung von Li Lisan, dass die 7. Rote Armee mit ihren verbliebenen 7000 Soldaten die Städte Liuzhou, Guilin und Guangzhou einnehmen sollte, was angesichts des Kräfteverhältnisses zur Kuomintang eine Absurdität war. Deng und Zhang Yunyi zogen mit ihren Soldaten im bergigen Gebiet an der Grenze zwischen Guangxi, Hunan und Guangdong umher, eine Gelegenheit, einen größeren Ort zu besetzen, ergab sich nicht. Mangels Funkverbindung nach Shanghai erfuhren sie erst im Februar 1931, dass Li Lisan abgesetzt und seine abenteurerische Politik beendet worden war. Die 7. Armee zog sich in Richtung Jiangxi-Sowjet zurück, wo Deng am 8. Februar 1931 eintraf. Von dort reiste er im März – wiederum unter fragwürdigen Umständen – nach Shanghai.
Der Versuch, eine Basis in Guangxi aufzubauen, war somit gescheitert, wozu auch Fehler Dengs beigetragen hatten. Für Deng kam die Aufgabe einer militärischen Ausbildung gleich. Bei seiner Rückkehr nach Shanghai fand Deng eine gänzlich andere Parteiführung vor als noch ein Jahr zuvor. Der Abgesandte Moskaus Pawel Mif hatte die Führung der KP umorganisiert, Chen Shaoyu war in den Ständigen Ausschuss des Politbüros aufgerückt. Chen und Deng kannten sich aus Moskau und schätzten sich nicht. Zudem erfuhr Deng, dass seine Frau bereits ein Jahr zuvor eine Tochter geboren hatte, dass jedoch Frau und Kind die Geburt nur um wenige Tage überlebt hatten.
Am 29. April 1931 lieferte Deng eine Selbstkritik ab, in welchem er alle Fehler, die ihm seine Kritiker vorwarfen, eingestand. Deng wurde in der Folge nicht als Klassenfeind gebrandmarkt, was vor allem auf seine guten Beziehungen zu Zhou Enlai zurückzuführen sein dürfte. Mitte Juli 1931 bekam Deng eine neue Aufgabe im Jiangxi-Sowjet.

### Parteisekretär in Jiangxi-Sowjet
Kurz nach seiner Ankunft im Jiangxi-Sowjet, Mitte August 1931, wurde Deng zum Parteisekretär des Bezirkes Ruijin ernannt. In dieser Funktion beendete er die exzessive Verfolgung von (vermeintlichen) Spionen der Kuomintang und trieb die gesellschaftliche Umgestaltung voran. Dort heiratete er ein zweites Mal, dieses Mal Jin Weiying (bekannter als Ah Jin), die er bereits aus seiner Zeit in Shanghai kannte. Andererseits lernte er Personen kennen, die er in seiner späteren Laufbahn noch häufig treffen sollte, etwa Hu Yaobang oder Maos Bruder Mao Zetan. Im März 1932 kritisierte eine Untersuchung das Resultat der Bodenreform in Dengs Bezirk; die früheren Großbauern hatten nach Ansicht der Kritiker zu gute Landstücke zugewiesen bekommen. Den Konsequenzen dieses schwerwiegenden Vorwurfes entging Deng, indem er im Mai 1932 auf Betreiben seines Freundes Li Fuchun zum Parteisekretär der drei Bezirke Huichang, Xunwu und Anyuan im neu eroberten Gebiet des Sowjets von Jiangxi ernannt wurde. Im Juli wurde er zusätzlich dazu politischer Kommissar der 3. Militär-Unterregion. Er hatte ein riesiges Arbeitspensum zu bewältigen, unter anderem gelang unter seiner Führung die Rekrutierung von 13.000 Personen für die Miliz.
Ab 1931 verschärfte sich der Streit um die richtige Taktik im Krieg gegen die Kuomintang. Die sowjetisch beeinflusste Zentrale in Shanghai um Bo Gu und einigen Komintern-Beratern verlangten Offensive, während Mao Zedong mit seiner Guerilla-Taktik mehrere Versuche der Kuomintang-Truppen, den Sowjet zu zerstören, zurückgeschlagen hatte. Zu den Unterstützern Maos gehörte neben Luo Ming, dem Parteisekretär in Fujian, auch Deng Xiaoping. Als im November 1932 der Bezirk Xunwu, der unter Dengs Verwaltung stand, an KMT-Truppen verloren ging, wurde Deng aufs schärfste angegriffen; im Mai 1933 wurde Deng als Mitglied einer Viererclique verurteilt, die von den kommunistischen Prinzipien abrücken wollte. Deng wurde all seiner Ämter enthoben und musste seine Dienstpistole öffentlich abliefern; das eigentliche Ziel der Kritiker war jedoch Mao Zedong. In einer der Kritiksitzungen beendete auch Ah Jin ihre Beziehung zu Deng und war von da ab Frau oder Freundin von Li Weihan, einem der schärfsten Angreifer auf Deng.
Kurz darauf wurde Deng auf Initiative des Direktors der politischen Verwaltung der Ersten Frontarmee Wang Jiaxiang zum Direktor seines Sekretariats ernannt. Wenig später übernahm er noch die Funktion des Chefredakteurs der kommunistischen Zeitung Rotes China, wobei die gesamte Redaktion nur aus zwei oder drei Personen bestand. Er blieb auf diesem Posten etwa ein Jahr, ohne nennenswert gestört zu werden.

### Langer Marsch
Im Oktober 1934 war die militärische Lage des Sowjets von Jiangxi so schlecht, dass er geräumt werden musste und die kommunistischen Truppen Richtung Westen abgezogen werden mussten. Aus dieser Flucht wurde letzten Endes der Lange Marsch. Deng wurde unter jene Personen gewählt, die am Langen Marsch teilnehmen durften; wäre dies nicht so gewesen, hätte dies wahrscheinlich Dengs Tod bedeutet.
Zu Beginn des Langen Marsches arbeitete Deng weiterhin für das Rote China und publizierte 6 Ausgaben des Blattes. Relativ unvermittelt wurde er wieder in höhere Positionen befördert und begann wie in Shanghai als Schriftführer für führende Politiker zu fungieren. Als solcher nahm er im Januar 1935 an der Konferenz von Zunyi teil, auf welcher die Fraktion um Mao Zedong, Luo Fu, Wang Jiaxiang, Zhu De und Peng Dehuai die existierende Parteiführung um Bo Gu und Otto Braun angriff und letzten Endes ablöste. Ab diesem Zeitpunkt war Mao der wichtigste Förderer Dengs: Im Juni 1935 wurde er Direktor der Propagandaabteilung der Politischen Verwaltung unter Lin Biao.
Den Langen Marsch überlebte Deng dank seiner starken Gesundheit ohne schwer zu erkranken, trotz seines hohen Zigarettenkonsums und trotz des Verlustes seines Pferdes, während Zehntausende seiner Kameraden auf der Strecke blieben. Am Ende des Langen Marsches (offiziell 22. Oktober 1935) war Deng einer der 5000 Soldaten und Offiziere, die im Norden von Shaanxi ankamen. Bis Ende 1935 nahm Deng an zahlreichen Auseinandersetzungen mit Truppen der Kuomintang teil, wobei er fast getötet wurde. Im Mai 1936 und Dezember 1936 wurde Deng abermals befördert, zunächst zum Stellvertreter, dann zum Leiter der Politischen Abteilung des 1. Armeekorps. Im Jahre 1936 stand er in Nordwest-Gansu gegen Alliierte der Kuomintang im Feld.

### Politischer Armeekommissar im chinesisch-japanischen Krieg

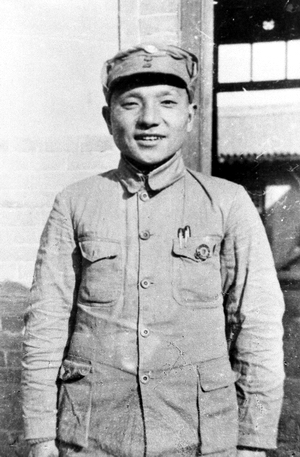
Deng in Uniform der Nationalrevolutionären Armee, 1937

In der ersten Jahreshälfte 1937 vereinbarten die Kommunisten und Nationalisten eine Zusammenarbeit gegen die japanische Armee im Japanisch-Chinesischen Krieg, obwohl keine der beiden Parteien diese Vereinbarung wirklich ernst nehmen sollte. Die Kommunisten reorganisierten ihre Streitkräfte in die 8. Marscharmee, die aus drei Divisionen (der 115., 120. und 129.) bestand, und unterstellten sie formell der Regierung von Chiang Kai-shek. Mao Zedong, der nun unbestrittener Führer der Kommunisten war, setzte Deng zunächst als stellvertretenden politischen Direktor des Frontkommandos ein, später wurde er nach einigen Postenverschiebungen zum politischen Kommissar der 129. Division. Die Strategie von Mao war es, hinter der japanischen Front mit einem Guerilla-Kampf kommunistische Basen einzurichten, die Bevölkerung zu gewinnen und sich gleichzeitig nicht von den Kuomintang-Truppen kommandieren zu lassen.
Am 5. Januar 1938 wurde Deng zum Politischen Kommissar der 129. Division bestimmt, womit er eines der mächtigsten Ämter in den kommunistisch beherrschten Gebieten antrat. In dieser Funktion arbeitete Deng mit Liu Bocheng und Zhang Xiangqian zusammen, die erfahrene Feldherren waren und sich für Parteipolitik recht wenig interessierten. So kümmerte Deng sich vorrangig um die politische Arbeit, Propaganda, Truppenversorgung und Mobilisierung, sein Vorgehen gegenüber den Truppen galt als härter als jenes von Liu. Die Basis in den Taihang-Bergen, die von der 129. Division zunächst eingerichtet worden war, konnte aufgrund exzessiver Armut die Truppen kaum versorgen, so dass Liu in den Nachbar-Regionen zügig weitere Basen bilden musste. Im Jahre 1941 hatten seine Division ein Gebiet mit 23 Millionen Einwohnern unter Kontrolle, das sich im Grenzgebiet zwischen Shanxi, Hebei, Shandong und Henan befand. Nach Maos Vorgabe wurden in diesem Gebiet Wirtschaftsreformen gemäß den Drei Prinzipien des Volkes von Sun Yat-sen durchgeführt, um die Linke der Kuomintang für die Kommunisten zu gewinnen. Diese Reformen, für die Deng verantwortlich war, trugen zu einem schnellen Popularitätswachstum der Kommunisten bei.
Im Jahre 1945 wurde Deng ins Zentralkomitee der Kommunistischen Partei Chinas gewählt. Von den Maßnahmen, die Mao im Jahre 1945 setzte, um die Geschichte der Partei zu heroisieren, den Kult um seine Person zu stärken und die Parteiführung zu indoktrinieren, blieb Deng ausgenommen.
Mit dem Ziel der Koordination zwischen der Basis und der kommunistischen Zentrale in Yan’an reiste Deng häufig hin und her. Im Jahre 1939, während eines Aufenthaltes in Yan’an, heiratete Deng zum dritten Mal, dieses Mal die zwölf Jahre jüngere Zhuo Lin, die aus Kunming stammte, in Peking studiert hatte und, wie viele Angehörige der fortschrittlichen Jugend der damaligen Zeit, in das kommunistisch regierte Yan’an gekommen war. Bis Kriegsende bekam das Paar drei Kinder, die es alle vorübergehend an Bauernfamilien abgeben musste, weil es im Krieg mit einem Säugling zu gefährlich war. Mit Zhuo Lin blieb er bis an sein Lebensende zusammen; mit seinen Angehörigen pflegte Deng nicht über Politik zu sprechen.

### Sieg über die Kuomintang
Nach der Kapitulation Japans war Deng Sekretär und mächtigster Mann des neu gegründeten Jin-Ji-Lu-Yu-Parteibüros und -Militärdistrikts, dessen Kommandeur Liu Bocheng war. Dengs Aufgaben waren die Vergrößerung der Armee und die Identifizierung von Talenten; Persönlichkeiten wie Wan Li oder Zhao Ziyang entwickelten sich hier unter Dengs Führung. Mao ließ Deng großen Handlungsspielraum, anders als Chiang, der seinen Offizieren genaue Vorschriften machte. Die 129. Division hatte viele strategisch wichtige Orte unter ihrer Kontrolle, die Chiangs Nationalrevolutionäre Armee passieren musste, um in Nordchina die Oberhand wiederzuerringen. Obwohl Dengs Truppen zahlen- und ausrüstungsmäßig den Kuomintang-Truppen unterlegen waren, errangen sie zahlreiche Siege. Ab 1946 befand sich das Hauptquartier des Militärdistrikts in Handan, wo Dengs Familie wieder vereint war.
Nachdem Gespräche zwischen Mao und Chiang in Chongqing kein Ergebnis gebracht hatten, war der Krieg zwischen den beiden Parteien mit voller Gewalt ausgebrochen. Der KP gelang es, Nordost-China zunächst zu infiltrieren und im März 1946 unter ihre Kontrolle zu bringen; die Mandschurei wurde somit ihre industrielle und militärische Basis. Im Jahre 1947 gerieten die kommunistischen Truppen in Nordchina immer stärker in Bedrängnis, Mao musste sogar Yan’an aufgeben. Im Mai 1947 übernahmen Deng und Liu die Aufgabe, mit ihren im Zangengriff der Nationalrevolutionären Armee befindlichen Truppen in Richtung Süden vorzustoßen und sich in den Dabie-Bergen festzusetzen. Diese absehbar gefährliche und verlustreiche Operation band große feindliche Verbände, da die Kommunisten auf diese Art Großstädte wie Wuhan, Jiujiang und Nanchang bedrohten. Die Dabie-Basis gehörte dann zu den wichtigen Ausgangspunkten der Huaihai-Kampagne Ende 1948, die zu den wichtigsten Auseinandersetzungen zwischen den Kommunisten und Nationalisten gehört. In diesem Feldzug wurden alle Entscheidungen aus dem Trio Deng, Liu und Chen Yi gefällt.
Die Politik der Neuen Demokratie, die Mao Zedong verfolgte, und die Unfähigkeit der Kuomintang, Korruption, Inflation und andere wirtschaftliche Probleme unter Kontrolle zu bekommen, stärkte die Kommunisten nachhaltig, wenngleich auch die Politik der Kommunisten nicht konsistent war. Auf Einladung Maos kritisierte Deng im Jahre 1948 die linksradikale Agrarpolitik und ihre Auswirkungen und schlug eine gemäßigte Lösung vor, wie Deng sie in der Dabie-Region angewandt hatte. Nach dem erfolgreichen Huaihai-Feldzug war der Sieg für die KP absehbar. Im Mai 1949 wurde Shanghai erobert, Deng blieb dort mehrere Wochen als Chef der Militärischen Kontrollkommission, die die Regierung übernahm und den Übergang zu kommunistischer Herrschaft vorbereitete. Chen Yi wurde neuer Bürgermeister; Deng hatte ihn zuvor für diese Rolle vorgeschlagen.
Im September 1949 ernannte die Politische Konsultativkonferenz des chinesischen Volkes Deng zum Mitglied der Zentralen Volksregierung. Als am 1. Oktober 1949 Mao auf dem Tor des Himmlischen Friedens die Volksrepublik China ausrief, waren Deng und Liu unter den Teilnehmern dieser Zeremonie.

## Karriere unter Mao

### Herrscher des Südwestens

Mao Zedong-Porträt am Eingang zur Verbotenen Stadt

Kurz nach Ausrufung der Volksrepublik kehrten Liu und Deng nach Südwestchina an die Front zurück, wo Dengs Truppen, mittlerweile in Zweite Feldarmee umbenannt, zügig gegen die Kuomintang-Truppen vorrückten. Im August 1949 wurde formell ein Südwest-Büro eingerichtet, dessen Hauptaufgabe es war, die kommunistische Herrschaft in Südwestchina aufzubauen. Deng war der erste Sekretär dieses Büros. Anfang Dezember marschierten die Kommunisten in Chongqing ein; für Deng ein persönlicher Triumph, denn er hatte genau diese Stadt 30 Jahre zuvor als Student in Richtung Frankreich verlassen. Er wurde zum Bürgermeister der Stadt ernannt und blieb für drei Jahre als Erster Sekretär des Südwestbüros in Chongqing. Nach der Eingliederung Tibets regierte er die Region Südwest, zu der Sichuan, Guizhou, Yunnan, Xikang und Tibet gehörten. In seiner Position als Parteisekretär und stellvertretendem Vorsitzenden des militärisch-administrativen Komitees der Region Südwest war er der mächtigste Mann der Region, direkt Mao Zedong unterstellt und mit weitreichenden Vollmachten ausgestattet. Offiziell hatte er zwei Stellvertreter, nämlich Liu Bocheng und He Long. Dengs Beiname Herrscher des Südwestens entsprach seiner faktischen Rolle.
Zu Dengs Aufgaben gehörte es, die kommunistische Herrschaft zu festigen und umzusetzen. Eine der dringendsten Aufgaben war es, die Sicherheit wiederherzustellen, weil zehntausende Banditen und die Reste der Kuomintang-Truppen immer noch das Land unsicher machten. Nach der Resolution des Zentralkomitees zur strengeren Bestrafung konterrevolutionärer Verbrechen wurden in Dengs Region Tausende öffentlich hingerichtet, ein halbes Jahr später veranlasste der um das Ansehen besorgte Mao eine drastische Reduktion der Hinrichtungen. Das im Juni 1950 beschlossene Gesetz zur Landreform wurde in der Region Südwest ebenfalls mit teils exzessiver Härte umgesetzt. Schon im Mai 1951 konnte Deng an Mao erste Ergebnisse berichten, im Jahre 1953 meldete er Vollzug. Parallel dazu begannen Repressionen gegen die Bourgeoisie in den Städten, der Staatsanteil in der Industrie stieg schnell an. Am 1. Juli 1952 konnte die Bahnstrecke Chengdu-Chongqing eingeweiht werden, deren Bau auf Dengs Initiative begonnen worden war.
Zu den Sonderaufgaben Dengs im Südwestbüro gehörte die Lösung des Tibet-Problems, welches nach der Anerkennung der Volksrepublik China durch Großbritannien, Indien und Nepal angegangen wurde. Deng und Mao wählten eine Strategie, die aus militärischen Drohungen bei gleichzeitigen Verhandlungen bestand. Von Dezember 1949 bis März 1950 eroberten die Truppen von Deng und Liu die Region West-Xikang bis zum Jinsha-Fluss. Nachdem die Verhandlungen zwischen Sondergesandten von Mao und Zhou mit dem Dalai Lama erfolglos verlaufen waren, überschritt die 2. Feldarmee am 7. Oktober 1950 den Jinsha-Fluss und besiegte innerhalb von zwei Wochen die schlecht ausgerüstete tibetische Armee. Im Mai 1951 mussten die Tibeter eine Vereinbarung, ins chinesische Mutterland zurückzukehren, akzeptieren. Deng hatte an den militärischen Aktionen nicht selbst teilgenommen, war jedoch in deren Planung involviert.
Dengs privates Leben entwickelte sich in den drei Jahren in Chongqing sehr positiv. Seine Frau bekam zwei weitere Kinder und arbeitete in einer Schule für Kinder von Parteikadern. Er lebte mit seiner Familie zwar nicht unter luxuriösen, aber angenehmen Umständen in der Nähe des Volkspalastes der Stadt Chongqing. In Dengs Haus fanden sich zahlreiche seiner Angehörigen aus Paifang ein, etwa seine Stiefmutter Xia Bogen und seine Stiefbrüder und -schwestern. Deng half ihnen aus der Not, zu den Landbesitzern gehört zu haben, mit denen nun abgerechnet wurde.

### Aufstieg in Peking
Im Juli 1952 wurde Deng von Mao – wie alle anderen Parteisekretäre der Regionen auch – nach Peking geholt, denn Mao wollte dem Entstehen regionaler Machtbasen vorbeugen. Am 7. August wurde er zu einem der fünf Stellvertreter von Premierminister Zhou Enlai ernannt.
Als Deng in Peking ankam, hatte sich die Parteiführung beim Thema wirtschaftliche Entwicklung bereits in zwei Lager gespalten. Die Kräfte um Liu Shaoqi und Zhou Enlai bevorzugten einen schrittweisen Übergang zum Sozialismus, während das Lager um Gao Gang einen sofortigen Aufbau des Sozialismus befürwortete. Mao lavierte zwischen den beiden Sichtweisen, stand aber Gaos Ansichten näher, wenngleich er wusste, dass Stalin einen langsamen Übergang forderte. Ein offener Streit entzündete sich im Steuerkonzept, das Bo Yibo ausgearbeitet hatte und das staatliche Unternehmen mit privaten Unternehmen gleichstellte. Mao reagierte überraschend negativ auf Bos Vorschlag und berief im Sommer 1953 eine Konferenz zu wirtschaftlichen und finanzpolitischen Fragen ein. Gao Gang, der sich Hoffnungen machte, eines Tages Maos Posten zu übernehmen, griff das moderate Lager scharf an. Deng fand in dieser Situation die richtige Mischung aus Selbstkritik, Abwehr und Gegenangriff, während Mao sowieso nicht bereit war, Liu und Zhou zu entmachten. Als Ergebnis der Konferenz wurde Bos Steuerkonzept verworfen, die Kollektivierung beschleunigt und der Übergang zum Sozialismus auf 15 Jahre oder mehr veranschlagt. Deng ging aus dieser Konferenz gestärkt hervor. Er wurde zusätzlich zu seiner Funktion als stellvertretender Premierminister noch zum stellvertretenden Vorsitzenden des Rates für Wirtschaft und Finanzen und zum Finanzminister an Stelle des entlassenen Bo Yibo ernannt.
Gao versuchte zusammen mit seinem Verbündeten Rao Shushi, ein Bündnis zu formen, das Liu stürzen sollte, und verteilte schon die Posten in einer neuen, von ihm geleiteten Staats- und Parteiführung. Auch Deng war unter den von Gao umworbenen Personen. Mao wurde schließlich von Chen Yun und Deng von den Vorgängen informiert. Im Plenum des Zentralen im Februar 1954 kritisierten Mao und Liu jene, die die Einheit der Partei untergraben, ohne Gao und Rao namentlich zu nennen. Deng bekam die Aufgabe, zusammen mit Chen Yi und Tan Zhenlin einen Bericht über die Rao-Shushi-Affäre zu verfassen, während Zhou Enlai einen Bericht über Gao vorlegen musste. Diese beiden Berichte förderten genug Material zu Tage, das zur Entmachtung von Gao und Rao führte. Deng gehörte zu den Gewinnern dieses ersten Machtkampfes in der KP-Führung nach Errichtung der Volksrepublik China. Er wurde nun auch noch zum Vorsitzenden des Sekretariats des Zentralkomitees und zum Chef der Organisationsabteilung der KP ernannt. Im September 1954 wurde er vom Nationalen Volkskongress als stellvertretender Premierminister bestätigt und in die Zentrale Militärkommission aufgenommen. Eine angebotene Beförderung in den Rang eines Marschalls lehnte Deng aber ab. Im April 1955 wurde er Mitglied des Politbüros. Dengs Karriere erreichte hier ihren ersten Höhepunkt. Er zog mit seiner Familie in einem Siheyuan in Zhongnanhai ein. Auf dem VIII. Parteitag der Kommunistischen Partei Chinas spielte er eine zentrale Rolle und war nun unter den sechs mächtigsten Männern des Landes.

### Entstalinisierung und Hundert-Blumen-Bewegung
Nach Stalins Tod im März 1953 war Mao in seiner Politik freier geworden: der neue sowjetische Staatschef Chruschtschow hatte Peking im Herbst 1954 besucht, zahlreiche Projekte und Kredite zugesagt und die Gastgeber mit Geschenken überhäuft. Die chinesische Seite – darunter Deng – interpretierten dies als Schwäche. Im Dezember 1956 war Deng Teil der von Zhu De geführten chinesischen Delegation, die zum XX. Parteitag der KPdSU reiste. Unmittelbar nach diesem Parteitag wurde Deng von einem Sondergesandten der KPdSU über Chruschtschows Geheimrede, mit der er den Stalinismus und Stalins Personenkult kritisiert hatte, informiert. Die Verurteilung Stalins schockte Deng, der sofort erkannte, dass damit auch Mao und sein Personenkult angegriffen waren und dass die Autorität der KP untergraben werden würde. Auch die Art und Weise, wie die Bruderparteien informiert wurden, bestürzte Deng.
Die anschließenden Beratungen in Peking ergaben, dass Chruschtschows Vorgehensweise für die KP Chinas auch Möglichkeiten bot. Angesichts der Erniedrigungen durch Stalin und seine Fehler bei der Behandlung der KP Chinas während des Bürgerkrieges einigte man sich darauf, dass Stalin zu 70 % richtig und zu 30 % falsch gehandelt habe. Auf Dengs Vorschlag wurde die Existenz eines Personenkultes in China in Abrede gestellt, die Medien betonten nun, dass Mao sein Leben lang gegen den Kult des Individuums gekämpft hätte. Zum ersten Mal rief Mao dazu auf, den Sozialismus auf schnellerem Wege zu erreichen als die Sowjetunion, niemand – auch Deng – dürfte damals verstanden haben, was Mao vorhatte.
Im Herbst 1956 kam es zum Polnischen Oktober und zum Ungarischen Volksaufstand. Für China war es klar, dass Chruschtschows Entstalinisierung zu diesen Entwicklungen geführt hatte. Nach einem Brief aus Polen mit der Bitte um Hilfe war Deng Teil einer chinesischen Delegation nach Moskau, die Chruschtschow beraten und die vermitteln sollte. Nach neuntägigen Diskussionen in Moskau hatte sich Chruschtschow entschlossen, in Analogie zum Vorgehen in Polen die sowjetischen Truppen aus Budapest zurückzuziehen. Deng wies ihn zurecht, er könne die Lage nicht dem Feind überlassen, und die Rote Armee müsse den ungarischen Kommunisten helfen, die Lage wieder unter ihre Kontrolle zu bekommen. Deng befürwortete damit den Einsatz von Gewalt und das darauf folgende Blutbad. Chinas Führung schlussfolgerte aus diesen Entwicklungen, dass der „sowjetische Großmachtchauvinismus“ auch in den anderen kommunistisch geführten Ländern kritisch gesehen wurde, und dass es immerwährender Anstrengungen bedurfte, um die Wiederkehr des Kapitalismus zu verhindern.
Deng forderte nun verstärkte Umerziehungskampagnen und die Säuberung der Partei von konterrevolutionärer Ideologie. Er wurde zu einem der Hauptakteure der Hundert-Blumen-Bewegung, die zum Ziel hatte, der Partei feindlich gesinnte Personen ausfindig zu machen. In dem ideologischen Tauwetter, das im Frühling 1957 einsetzte, wurden die Intellektuellen zu Kritik an Zuständen in der Volksrepublik ermuntert. Anfang Mai rief sogar Mao zu ideologischem Pluralismus und Kritik am Marxismus-Leninismus auf. Bereits am 8. Juni wurde jedoch im Zentralkomitee eine Direktive zur Bekämpfung rechtsabweichlerischer Elemente verabschiedet, die die Redefreiheit wieder abschaffte und eine Phase von politisch-ideologischem Terror einleitete. Die Kampagne gegen die Rechtsabweichler, die Deng leitete, führte zur Verschleppung von einer halben Million Menschen in Umerziehungslager, darunter ein wichtiger Teil der Intellektuellen, aber auch zahlreiche Unbeteiligte. Die marxistisch-leninistische Propaganda wurde intensiviert, Deng selbst betonte mehrmals, dass „sogenannte Pressefreiheit und Freiheit von Literatur und Kunst“ nicht akzeptiert werden können. Auch viele Jahre später hielt der das Vorgehen für gerechtfertigt und bedauerte nur die Leiden Unschuldiger.

### Großer Sprung nach vorn
Im November 1957 war Deng Teil der chinesischen Delegation zu den Feierlichkeiten des 40. Jahrestages der Oktoberrevolution. Auf diesen Feiern überboten Chruschtschow und Mao sich gegenseitig mit ihren Vorhaben zum schnellen Aufbau des Sozialismus, unter anderem kündigte Mao an, binnen 15 Jahren mehr Stahl zu produzieren als Großbritannien. Die gesamte Parteiführung – Deng Xiaoping eingeschlossen – schloss sich Maos abenteurerischer Politik nun an. Auf den Konferenzen im Jahr 1958 in Hangzhou und Nanning wurden jene kritisiert, die gegen blindes Vorwärtsstürmen waren; Deng nahm hier nicht teil, empfand aber den gleichen Enthusiasmus wie die Teilnehmer: Er schloss sich der Meinung an, dass ein einfaches Folgen der Sowjetunion falsch sei, Deng wurde zu einem energischen Verfechter des Großen Sprungs nach vorn. Auf der 2. Sitzung des 8. Parteitages wurde die neue Parteilinie, nach der alle Anstrengungen unternommen werden sollen, um den Aufbau des Sozialismus schneller, besser und wirtschaftlicher voranzubringen, gutgeheißen.
Der Große Sprung wurde durch die Abschaffung der Kooperativen und Zusammenfassung der Bauern in riesige Volkskommunen vorangetrieben. Dies sollte die Arbeitskräfte freisetzen, die für den Bau von Infrastruktur und Dämmen, vor allem aber zur Stahlerzeugung an primitiven Hochöfen benötigt wurden. Deng verbrachte den Herbst des Jahres 1958 damit, im Land herumzureisen und Projekte zu inspizieren. Mit der Stahlqualität war er unzufrieden – als junger Mann hatte er in Frankreich am Hochofen gestanden – und im November begann er, sich um die Ernte zu sorgen. Während im Winter 1958/1959 zwischen 70.000 und 120.000 Bauern verhungerten, musste Deng einen Plan zum Aufbau des Sozialismus in 15 Jahren machen. Am Anfang des Jahres 1959 redete man sich die Lage schön, Deng kritisierte in seinen Reden das Chaos in der Industrie, dass der Plan durcheinandergebracht sei und dass durch den Menschen gemachte Schwierigkeiten aufgetaucht seien. Das Konzept des großen Sprunges stellte er nicht in Frage, sondern führte die Probleme auf eine Epidemie des Prahlens zurück. Er glaubte, wie die gesamte Parteiführung, fest an einen plötzlichen Aufschwung der Wirtschaft, sammelte jedoch persönlich Informationen über Probleme in den Volkskommunen.
Anfang Juli 1959 verletzte Deng sich bei einem Sturz und war danach bis Ende 1959 politisch inaktiv. Während seiner Abwesenheit kritisierte Peng Dehuai den Großen Sprung in einem persönlichen Brief an Mao; als Folge davon wurden er und eine Reihe seiner Unterstützer aus der Parteiführung entfernt. Die Missernte des Jahres 1959 führte auch im Hause Deng zu Versorgungsengpässen; in der Großen Chinesischen Hungersnot starben 20 bis 40 Millionen Menschen. Die Beziehungen zur Sowjetunion verschlechterten sich rapide; im Jahre 1960 zog Chruschtschow die sowjetischen Hilfszusagen zurück.

### Wirtschaftspragmatismus
Ab September 1960 kümmerte Deng sich vor allem um die wirtschaftlichen Probleme. Er bereiste das ganze Land und äußerte sich über die Zustände erschüttert. Er schlug Mao vor, zum Sozialismus der 1950er Jahre zurückzukehren. Als Liu Shaoqi Mao plötzlich offen kritisierte, war Deng das erste Mal auf der Seite der Mao-Kritiker und bezeichnete den Großen Sprung als menschengemachte Katastrophe. Liu, Chen Yun und Deng befürworteten eine Aufgabe der Volkskommunen und die Einführung des Systems der Haushaltsverträge. Mao bekämpfte diese Ideen, er war strikt gegen eine Rückkehr zu einer dekollektivierten Landwirtschaft. Auf dem erweiterten Plenum Anfang 1962 mit 7000 Teilnehmern wurde Mao kritisiert wie nie zuvor.
Mao, der bereits Ende 1958 den Posten des Vorsitzenden der Volksrepublik an Liu Shaoqi abgegeben hatte, zog sich vorübergehend zurück, um die „Schlange aus dem Loch zu lassen“. Er war mit Deng und den jüngeren Genossen unzufrieden und fürchtete die Wiedergeburt des Kapitalismus in China. Die Entwicklungen in der Sowjetunion, wo sich die KPdSU ein neues Statut gegeben hatte und Stalin aus dem Lenin-Mausoleum entfernt hatte, waren in seinen Augen Revisionismus. In Maos Abwesenheit wurden – nicht zuletzt auf Dengs Betreiben – Parteimitglieder, die in den 1950er Jahren aus der Partei ausgeschlossen waren, rehabilitiert und das System der Haushaltsverträge landesweit eingeführt. Aus dieser Phase stammt Dengs wohl berühmtester Ausspruch, wonach das beste landwirtschaftliche Produktionssystem jenes ist, das die Massen akzeptieren und das die Produktion schnell wieder ankurbeln kann. Und „wenn es nicht legal ist, dann muss es legal gemacht werden. Gelb oder schwarz, eine Katze, die Mäuse fängt, ist eine gute Katze.“ Klassenkampf auf Kosten der wirtschaftlichen Entwicklung oder gar der Verteidigungsfähigkeit lehnte Deng ab. Die Wirtschaft stabilisierte sich.
Gleichzeitig machte Mao sich Gedanken über die Herkunft des Revisionismus. Er wurde von Mitgliedern der linken Fraktion um Chen Boda, Kang Sheng und Lin Biao mit skandalösen Nachrichten über die bourgeoise Wiedergeburt innerhalb der Parteiorgane versorgt und kam zu der Schlussfolgerung, dass es notwendig sei, die Weltanschauung jedes Einzelnen zu ändern. Er verlangte zunächst eine Sozialistische Erziehungskampagne im Kulturministerium, das eine fünfköpfige Arbeitsgruppe für eine Kulturrevolution zu bilden hatte. Im Januar 1965 wurde ein von Chen Boda verfasstes Arbeitspapier angenommen, das die Umerziehung von Parteikadern, die den kapitalistischen Weg beschreiten wollten, forderte. Gemeint waren das gemäßigte Lager um Liu Shaoqi und Deng Xiaoping. Mao, der der Meinung war, die Stadt Peking sei von einer konterrevolutionären Bande aus Liu, Deng, Peng Zhen und dem liberalen Professor Wu Han regiert, griff das moderate Lager nun mit Hilfe von Radikalen aus Shanghai und seiner Frau Jiang Qing an. Peng und Wu verloren ihre Posten, Deng hielt zunächst passiv zu jenen, die den politischen Säuberungen zum Opfer gefallen waren. Im Frühling 1966 geriet Deng selbst in den Fokus der Radikalen. Im März forderte Mao auf einem erweiterten Treffen des Politbüros, den gewissen Kreisen, die bourgeoise Kultur verbreiten, ein Ende zu machen. Im Mai forderte ein weitgehend von Mao verfasstes Parteikommuniqué, die chinesischen Chruschtschows ausfindig zu machen, bevor sie die Macht ergreifen. Er rief die Massen, insbesondere die Jugend, auf, über revisionistische Parteimitglieder zu richten.
Deng und Liu wollten das Chaos im Bildungssystem, das Mao mit diesen Aufrufen ausgelöst hatte, einhegen. Sie entsandten Tausende Arbeitsgruppen an die Schulen, um mit den Jugendlichen zu diskutieren. Dies nahm Mao im Juli zum Anlass, Deng und Liu zu beschuldigen, die Studentenbewegung zu unterdrücken. Mao machte klar, dass Deng und Liu die beiden gesuchten Chruschtschows seien und zwang sie, sich vor zehntausenden Schülern selbst zu kritisieren. Die Posten von Deng und Liu wurden in Folge abgeschafft oder stark in ihren Kompetenzen beschnitten.

### Verbannung während der Kulturrevolution
Im September und Oktober begannen schwere persönliche Angriffe auf Deng, vor allem von Seiten Lin Biaos. Am 1. Oktober 1966 erschien ein Leitartikel, der den „zweitgrößten Machthaber auf dem kapitalistischen Weg“ kritisierte. Wenngleich der Artikel Deng nicht namentlich erwähnte, war es klar, dass Deng Xiaoping nun zur Hauptzielscheibe der Kritik wurde. Deng, Liu und zahlreiche andere Politiker mussten in langen Kritiksitzungen den Roten Garden ihre Verfehlungen gestehen. Ende Dezember forderte eine von Zhang Chunqiao an der Qinghua-Universität organisierte Demonstration den Sturz von Deng und Liu. Auf Millionen Wandzeitungen wurde Deng mit Hundekopf und Schweineschnauze karikiert und „Große Giftpflanze“ oder „Hauptwurzel der reaktionären Linie der Bourgeoisie“ genannt. Am 19. Juli 1967 durchsuchten die Roten Garden Dengs Haus, am 29. Juli wurden Deng und seine Frau zu Kritik- und Kampfsitzungen abgeholt, wo sie beschimpft und geschlagen wurden. Nach einer weiteren Hausdurchsuchung wurden Deng und Zhuo Lin zu Hausarrest in Zhongnanhai „verurteilt“. Dort wurden sie nun vor den Roten Garden geschützt. Schlimmeren Misshandlungen entging Deng wahrscheinlich durch seine guten Beziehungen zu Zhou Enlai und dadurch, dass Mao sich bewusst war, Deng vielleicht zu einem späteren Zeitpunkt zu benötigen. Vorschläge der Radikalen, Deng ganz zu eliminieren, hatte Mao verworfen. Seine Kinder wurden jedoch mehrmals durch Einheiten der Roten Garden dazu genötigt, die Verfehlungen ihres Vaters zu gestehen und sich von ihm loszusagen, für zwei Jahre durften sie keinen Kontakt zu ihren Eltern haben. Sein Sohn Deng Pufang stürzte bei einem „Verhör“ aus dem Fenster, zog sich schwere Verletzungen an der Wirbelsäule zu und wurde in den Krankenhäusern nicht operiert, weil er „in der Kritik stand“. Er ist seitdem querschnittsgelähmt. Für den Rest seines Lebens war Deng stolz darauf, dass seine Kinder zu ihm hielten und die familiäre Bindung durch den Terror noch stärker wurde.
Deng musste mehrmals schriftlich Selbstkritik üben. Im Jahre 1968 wurde sogar eine Untersuchungsgruppe gebildet, die seine „Verbrechen“ aufklären sollte. Er wurde genötigt, sein gesamtes Leben niederzuschreiben und alle seine Kontakte aufzulisten, ganz besonders jene zur Kuomintang. Hier kam ihm zugute, sich bereits seit seinem Aufenthalt in Frankreich angewöhnt zu haben, keine Notizen zu machen und sich das Wichtigste zu merken. Auch aus der Personalakte ging keinerlei belastendes Material hervor. Nach der Fertigstellung seiner Selbstkritik wurde angeordnet, dass er nicht mehr als Klassenfeind zu behandeln sei. In seiner Selbstkritik behandelte Deng unter anderem sein Handeln an der Front in Guangxi 1931, er gestand, dass „sein kapitalistisches Denken noch nicht ganz ausgemerzt war“ und dass er „nicht immer ordnungsgemäß die Meinung oder Billigung Maos eingeholt“ hatte.

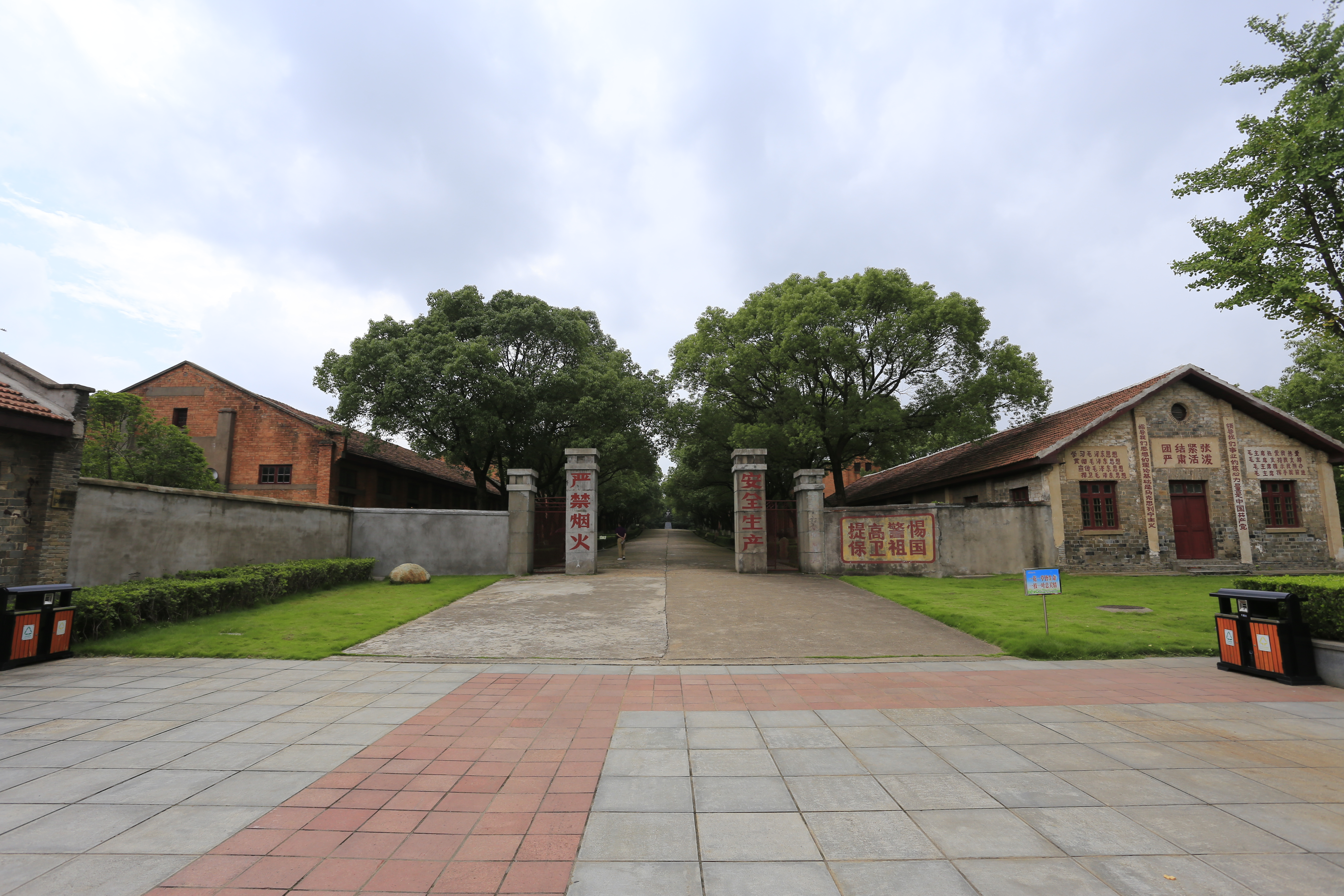
Gedenkstätte zum Verbannungsort Deng Xiaopings

Am 26. Oktober 1969 schließlich wurde Deng in den Bezirk Xinjian (nahe Nanchang, Provinz Jiangxi) verbannt. Anders als etwa Liu behielt er jedoch seine Parteimitgliedschaft, wenngleich sich Maos Gattin Jiang Qing 1969 für einen Parteiausschluss eingesetzt hatte. In Xinjian arbeitete Deng in einem Werk, das Traktoren reparierte, als gewöhnlicher Arbeiter, während seine Frau im gleichen Werk als Putzkraft eingesetzt wurde. Kontakte zur Führungsspitze und Zugang zu sensiblen Informationen wurden Deng verwehrt. Zum Schutz vor den Roten Garden wurde Deng in einem Militärkomplex untergebracht; sein niedriges Gehalt reichte ihm und seiner Familie nur zu einem eher spartanischen Leben.
Während der Abwesenheit Dengs in Peking bahnten sich einige große politische Umwälzungen an. Die Breschnew-Doktrin vergrößerte die Furcht vor einem Angriff der Sowjetunion, und 1969 kam es zu militärischen Zusammenstößen. Als Gegenstrategie wurde mit Maos Billigung die Normalisierung der Beziehungen zum Westen entwickelt. In der Folge nahm die Volksrepublik China den Platz Taiwans bei der UNO ein, und Henry Kissinger besuchte China. Nachdem Lin Biao, der von Mao vor der Kulturrevolution als sein möglicher Nachfolger betrachtet worden war, bei einem Fluchtversuch in die Sowjetunion unter obskuren Umständen ums Leben gekommen war, musste Mao in Ermangelung von weiterem kompetentem Führungspersonal seinem Premierminister Zhou Enlai und Marschall Ye Jianying mehr Spielraum einräumen. Bereits 1972 kam es zu ersten Rehabilitierungen von Politikern, die während der Kulturrevolution misshandelt worden waren. Im selben Jahr wurde bei Zhou Krebs diagnostiziert.
Für Deng war die Verbannung in Jiangxi eine Auszeit. Hier konnte er sich vom Druck der Kritiksitzungen in Peking erholen. Er machte sich Gedanken über eine mögliche Politik nach seiner Rückkehr nach Peking, über eine Strategie der Arbeit unter Mao und auch über Ansätze für ein China nach Mao. In dieser Periode reifte in ihm die Erkenntnis, dass eine Entmaoifizierung nach Vorbild von Chruschtschows Entstalinisierung nicht machbar sei, und dass es Wandel zur Linderung der gravierenden Missstände im Land nur durch flexible Interpretation des Maoismus geben könne.
Aus seinem Exil schrieb er mehrmals Briefe nach Peking, in denen er verschiedene Bitten äußerte, etwa um bessere medizinische Behandlung seines querschnittsgelähmten Sohnes oder um Besuche durch seine Kinder. Im Jahr 1972 wurde ihm sogar eine Reise in seine frühere Wirkungsstätte Ruijin genehmigt. Für sich selbst fragte er in betont bescheidenem Ton an, ob er nicht „der Partei noch etwas von dem, was sie für ihn geleistet hatte, zurückgeben könne“.
Im August 1972 schrieb Deng schließlich einen Brief an Mao, in dem er seine 1968 geschriebene Selbstkritik bestärkte und versicherte, während der Kulturrevolution gefällte Urteile nicht rückgängig machen zu wollen. So wurde Deng am 22. Februar 1973 schließlich nach Peking zurückgeholt. Im März wurde beschlossen, dass er die Position des Vizepremierministers einnehmen und sich vor allem um außenpolitische Belange kümmern solle. Seinen ersten öffentlichen Auftritt absolvierte Deng am 12. April 1973 bei einem Besuch von Kambodschas Prinz Sihanouk, bei welchem Zhou über Deng gesagt haben soll: „Dies ist ein Mann, der viel ertragen hat und viel leiden musste für sein Land.“ Im Laufe des Jahres 1973 wurde Deng in das Zentralkomitee der Kommunistischen Partei, später in das Politbüro und in die Zentrale Militärkommission befördert.

### Konsolidierung
Im Jahre 1973 stellte sich für Mao die Frage eines Nachfolgers immer drängender. Seine beiden ursprünglichen Kandidaten waren Lin Biao und Deng Xiaoping. Lin war tot und wurde posthum für alle Verfehlungen verantwortlich gemacht, Deng war in Ungnade gefallen. Mao hatte deshalb drei neue Kandidaten in seine nähere Umgebung geholt, nämlich Wang Hongwen, Hua Guofeng und Wu De. Von allen dreien erwartete Mao, dass sie sein Erbe, nämlich Kulturrevolution und fortdauernder Klassenkampf, nicht in Frage stellen würden. Wang Hongwen wurde von Mao als der Fähigste des Trios angesehen und stieg in der Parteihierarchie schnell auf. Auf dem 10. Parteikongress im August 1973 wurde Wang das Amt eines Vizevorsitzenden der Partei verliehen. Maos Kalkül war, dass Wang als Parteiführer und Deng, der Vizepremier war, als Regierungschef eine stabile Führung bilden würden.
Deng war zunächst ausschließlich außenpolitisch aktiv. Er empfing zusammen mit Zhou Staatsgäste und vertrat Zhou, der aufgrund seiner Krankheit zunehmend verhindert war. Als Mao nach einem Kissinger-Besuch, bei welchem Zhou zu weich und versöhnlich gewesen sein soll, unzufrieden war, wurde Zhou in Kritiksitzungen als Kapitulationist verurteilt. Zhou blieb Premier, die außenpolitische Vertretung Chinas wurde jedoch Deng übertragen. In dieser Rolle leitete Deng eine Delegation zu einer Sondersitzung der Vereinten Nationen über Rohstofffragen. Er hielt eine brillante Rede, die Maos Theorie der drei Welten behandelte und die Außenminister Qiao Guanhua vorbereitet hatte. Es war dies die erste Rede eines Vertreters aus der Volksrepublik China; auch Mao zeigte sich mit Dengs Vorstellung sehr zufrieden. Spätestens 1974 war allen Beobachtern klar, dass Deng nicht Unterstützung für Zhou leistete, sondern ihn ersetzt hatte.
Ein Jahr nach seiner Personalwahl bestätigte Mao seine Linie: Wang wurde im Dezember 1974 zum ersten Vizevorsitzenden der Partei ernannt und war nun drittmächtigster Mann Chinas. Deng wurde erster Vizepremier und automatischer Nachfolger des schwerkranken Zhou Enlai. Im Januar 1975 erhielt er noch das Amt des Vizevorsitzenden des Verteidigungsrates und das des Generalstabschefs der Volksbefreiungsarmee. Mit dem radikalen Maoisten Wang in der höheren Position und mit dem gesamten Propagandaapparat in den Händen der Radikalen, der Außenpolitik und der Regierungsarbeit in den Händen Dengs hoffte Mao, eine Machtbalance geschaffen zu haben, die die Weiterführung seines Erbes sicherstellte. Mao behielt sich aber immer noch die Möglichkeit offen, seine Nachfolger wieder abzusetzen, wenn sie nicht seinen Vorstellungen gemäß handelten.
Als Generalstabschef hatte Deng auch die Aufgabe bekommen, die Schlagkraft der Volksbefreiungsarmee zu erhöhen, eine Aufgabe, die angesichts der Befürchtung eines sowjetischen Angriffs besondere Dringlichkeit hatte. Deng nannte sein Maßnahmenprogramm zhengdun (Konsolidierung); es umfasste die Verbesserung der Führung, der Ausrüstung, den Rückzug aus zivilen Bereichen, die Stärkung der See- und Luftstreitkräfte gegenüber den Landstreitkräften und eine Verringerung der Truppenstärke um 1,6 Millionen Soldaten. Mit Billigung Maos wurden Hunderte Armeeoffiziere, die während der Kulturrevolution ihre Posten verloren hatten, wieder eingesetzt. Die militärische Forschung konnte ebenso wieder aufgenommen werden, nachdem Deng in Zusammenarbeit mit den Veteranen Nie Rongzhen und Zhang Aiping die Voraussetzungen dazu geschaffen hatten. Deng fiel es leicht, die Verantwortlichen in den Ministerien zu kritisieren und zu ersetzen, da im Jahre 1974 alle Versuche, eine interkontinentale ballistische Rakete zu starten, gescheitert waren.
Parallel dazu musste Deng die nach den Wirren der Kulturrevolution darniederliegende Eisenbahn effizienter machen. Sie war in Ermangelung eines Autobahnnetzes im Kriegsfall das einzige zur Verfügung stehende Transportmittel, blieb 1973 jedoch weit hinter ihrer Transportkapazität zurück und war von zahlreichen Unglücken geplagt. Auf Vorschlag Dengs wurde Wan Li zum Eisenbahnminister ernannt. Wan und Deng kümmerten sich persönlich um die Probleme des Knotenpunktes Xuzhou, wo die lokale Eisenbahnverwaltung von bewaffneten Rebellen gehalten wurde, die sogar KP-Funktionäre festgesetzt hatten. Deng verlagerte alle politische und militärische Macht über das Eisenbahnsystem ins Ministerium, kündigte Strafen für Fraktionismus an und unterschrieb persönlich den Haftbefehl für den Chef der Bahnverwaltung Xuzhou. Er unterstützte Wan Li bei der Herstellung von Disziplin und Ordnung bei der Eisenbahn, wo notwendig, ordneten Deng und Wan auch den Einsatz von Gewalt an. Ähnliche Ansätze wurden auf andere Wirtschaftsbereiche ausgeweitet, allen voran Kohlebergbau und Stahlproduktion. Im Industriesektor schuf Deng zusammen mit Hu Qiaomu die Grundlagen, dass man sich auf nüchterne Zahlen und nicht mehr auf die Macht des Willens verließ; nationale Planungskonferenzen wurden abgehalten und erste Technologieimporte ermöglicht.
Deng erreichte diese Erfolge dadurch, dass er die offensichtlichen Probleme, die selbst Mao persönlich zu spüren bekommen hatte, zuerst anpackte. Daneben verband er geschickt maoistische Slogans zu eigenen Parolen, wie etwa die „drei Direktiven“, die er in einer Rede im Mai 1975 ausgab:
- Revisionismus bekämpfen
- Stabilität und Einheit fördern
- Wirtschaft stärken

Wenngleich Mao diese drei Slogans nie im Zusammenhang benutzt hatte, sicherte Deng sich dadurch Maos Rückendeckung. Radikale Maoisten, die Deng oder andere pragmatische Kräfte bekämpften, wurden durch Mao persönlich mehrmals zurückgepfiffen, wie etwa in einer Politbürositzung am 3. Mai 1975: Jiang Qing solle nicht Dengs „Empirizismus“ kritisieren, ohne auch den „Dogmatismus“ zu kritisieren, und sie solle „keine Viererbande bilden“.
Wang Hongwen wurde derweil mit der Aufgabe betraut, sich um die Probleme in der Provinz Zhejiang zu kümmern. Dort herrschten nach der Kulturrevolution nach wie vor starke Spannungen und die Wirtschaft schrumpfte. Mitte 1975 wurde Wang für seine Misserfolge in dieser Tätigkeit und dafür, dass er sich zu eng an Jiang Qing hielt, kritisiert. Zu Ende des Jahres wurde er aus allen Führungspositionen entfernt, wenngleich er vorerst seine Ämter behielt. Somit führte Wangs Unfähigkeit zur vorerst größten Machtfülle Dengs: Am 27. Mai 1975 übernahm Deng auch den Vorsitz des Politbüros und zwang Jiang und Wang, Selbstkritik zu üben.
Deng nutzte diese neugewonnenen Kompetenzen, um die Parteistrukturen zu stärken, „Fraktionismus“ zu kritisieren und „erfahrenen Kadern“ die Führungsrolle zurückzugeben. Ohne es explizit zu erwähnen, schwächte er damit die Radikalen, die erst in den Jahren der Kulturrevolution in ihre Positionen gekommen waren. Er schuf in Zusammenarbeit mit Hu Yaobang auch die Voraussetzungen, das wissenschaftliche Leben der Volksrepublik wiederzubeleben: zunächst das Büro für politische Forschung innerhalb der Partei, das theoretische Arbeit leistete und die Grundlage für die Wiederbelebung der höheren Bildung bilden sollte, später die Neugründung der Chinesischen Akademie der Wissenschaften. Zahlreiche Wissenschaftler wurden rehabilitiert. Ansätze zur Steigerung der Standards der universitären Ausbildung, die in Zusammenarbeit mit Zhou Rongxin erarbeitet wurden, wie die Abschaffung der körperlichen Arbeit vor dem Universitäts-Eintritt, die Rehabilitierung zahlreicher Professoren oder die Neugründung der Akademie der Sozialwissenschaften waren jedoch nicht umsetzbar. Bereits hier warnte Zhou Enlai Deng davor, in Angelegenheiten, die Mao sehr am Herzen lagen, zu forsch vorzugehen.

### Dritte Absetzung
Bereits im Sommer 1975 äußerte Mao die Besorgnis, Deng könnte nach seinem Tod sein Erbe rückgängig machen und seine Reputation schänden. Er unterstützte Dengs erfolgreiche Politik jedoch weiterhin. Dies änderte sich, als Deng seine Konsolidierung auch in der Qinghua-Universität vorantreiben wollte, um den Schwerpunkt auf die akademische statt auf die politische Bildung zu legen. Die in der Kulturrevolution eingesetzte Führung der maoistischen Modell-Einrichtung (Chi Qun und Xie Jingyi) wehrte sich in Briefen an Mao gegen Dengs Vorgehen. Etwa zur gleichen Zeit begann Mao, seinen Neffen Mao Yuanxin als Mittelsmann einzusetzen. Mao Yuanxin, ein Aufsteiger der Kulturrevolution, schwärzte Deng bei Mao an, dass „er nicht die Kulturrevolution lobt“, „nicht Liu Shaoqi, Lin Biao und Konfuzius kritisiert“, „Klassenkampf nicht erwähnt“ und nach Maos Tod die „Strukturen vor der Kulturrevolution wiederherstellen würde“.

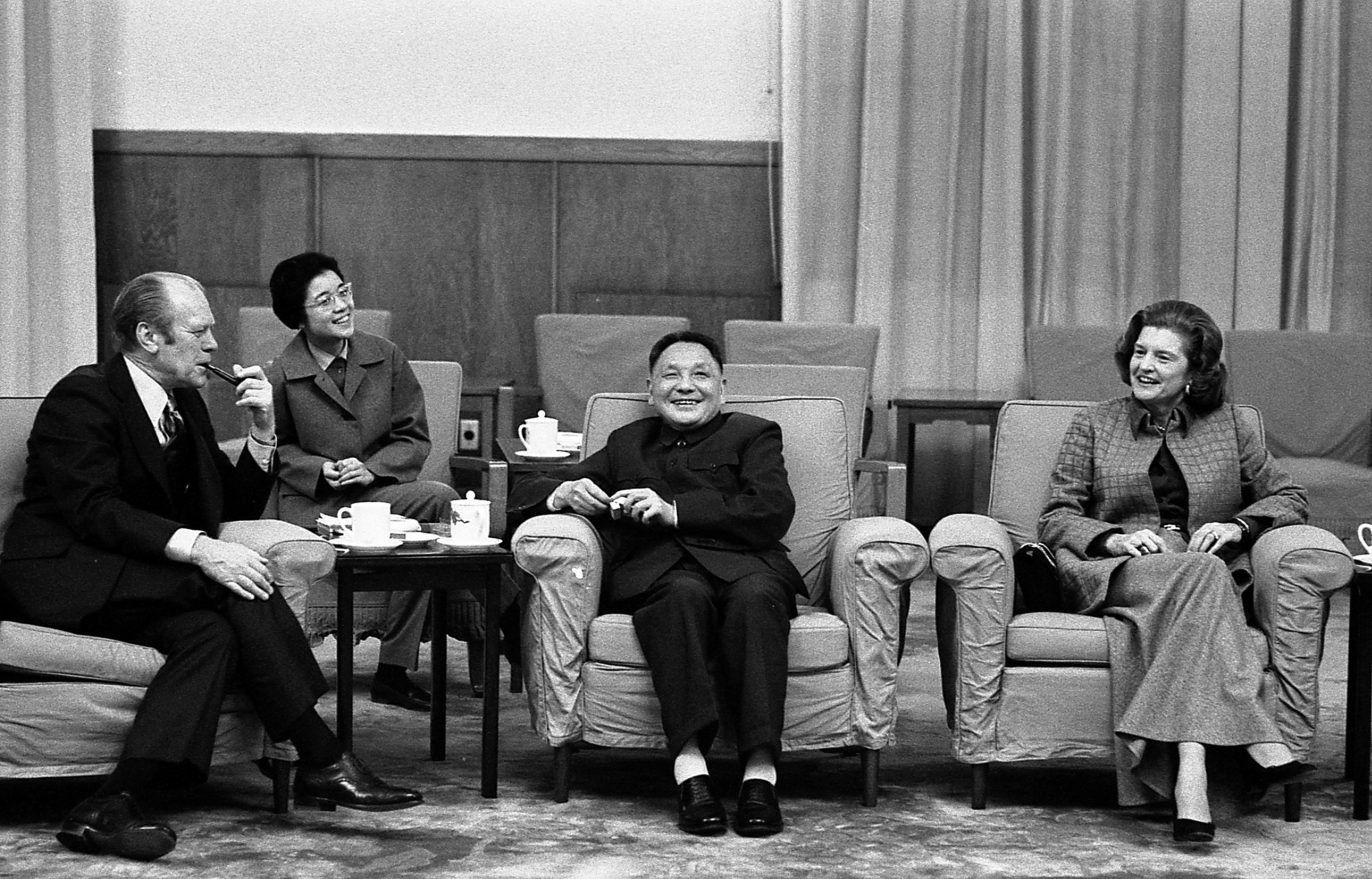
Deng Xiaoping und US-Präsident Gerald Ford am 3. Dezember 1975 in Peking

Mao versuchte ab diesem Zeitpunkt, Deng eine öffentliche und schriftliche Erklärung abzuringen, in der er die Kulturrevolution billigte und den Klassenkampf als zentrales Element der chinesischen Entwicklung darstellte. Deng verweigerte dies jedoch auch dann noch, als Mao begann, Dengs Unterstützer in die Kritik einzubeziehen. Einen Höhepunkt erreichte der Druck auf Deng am 24. November, als die Kritik in die Medien kam, vorerst jedoch noch ohne Dengs Namen zu nennen. Als Ende des Jahres zunächst Henry Kissinger und später Gerald Ford Peking besuchten, merkten sie jedoch nichts davon, dass Deng in der Kritik stand, und schlussfolgerten, dass aufgrund Maos schlechten Gesundheitszustandes Deng nun der Schlüsselpolitiker sei. Ab Dezember 1975 wurden sämtliche Initiativen, die von Deng ausgingen, nicht mehr weitergeführt. Der Grund für Dengs Weigerung, die Kulturrevolution gutzuheißen, dürfte zum einen in seinem persönlichen Schicksal gelegen haben. Andererseits dürfte auch ein Kalkül, dass er sich für seine Pläne für ein China nach Mao von der Kulturrevolution distanzieren müsse, eine Rolle gespielt haben.
Im Januar 1976 starb mit Zhou Enlai einer der populärsten Politiker des maoistischen China. Mao wollte die Trauerfeiern bewusst klein halten; als Zhous Sarg durch die Straßen Pekings zum Friedhof gefahren wurde, säumten jedoch etwa zwei Millionen Menschen die Straßen. Deng hielt die Trauerrede für Zhou.
Am Ende des Monats reichte er, nachdem er zwei Monate ununterbrochen in der Kritik gestanden hatte, seinen Rücktritt bei Mao ein. Mao übergab das Amt des Premierministers interimistisch an den bis dahin weitgehend unbekannten Hua Guofeng. Die Kritik an Deng wurde weitergeführt, aber auf Kreise innerhalb der Partei beschränkt. Wandzeitungen gegen Deng wurden nicht zugelassen. Am 4. April 1976, dem Qingming-Fest, wollten viele Bürger Zhou Enlai würdigen, weil er ihrer Meinung nach unfair behandelt worden war. Als die Regierung versuchte, dies einzudämmen, kam es zur Konfrontation, womit zum ersten Mal seit der kommunistischen Machtergreifung das Volk offen gegen Mao rebellierte. Deng wurde beschuldigt, an der Organisation des Tian’anmen-Zwischenfalls beteiligt gewesen zu sein, und verlor noch im selben Monat alle Ämter. Er wurde jedoch nicht aus der Partei ausgeschlossen, sondern an einem geheimen Ort, an dem er vor seinen Kritikern sicher war, unter Hausarrest gestellt.
Während Dengs Abwesenheit aus der Politik starben zunächst Zhu De und am 9. September 1976 Mao Zedong. Deng war es nicht erlaubt, an den Begräbnissen teilzunehmen. Wenngleich Mao Deng mehrmals gestürzt und verbannt hatte, stellte Deng zu Hause eine Art Altar zu Ehren Maos auf. Dengs Leben konzentrierte sich in dieser Zeit wiederum auf die Familie. Hua Guofeng wurde automatisch Maos Nachfolger. Nachdem er seine Nachfolge legitimiert hatte, ließ er die Viererbande verhaften, gab den radikalen Maoismus auf, begann eine Politik des Lernens vom Ausland und erlaubte erste Experimente mit Sonderwirtschaftszonen, während er gleichzeitig mit theoretischen Texten seine Politik als Fortführung von Maos Erbe rechtfertigte. Seine Versuche, einen Personenkult nach Maos Vorbild aufzubauen, scheiterten aber, und auch von ausländischen Beobachtern wurde ihm nur das Potenzial einer Übergangslösung zugebilligt.

## Deng an der Spitze Chinas

### Weg zur vollständigen Macht
Die Kritik an Deng, die Mao begonnen hatte, wurde durch Hua fortgeführt, denn Hua wusste, dass Deng fähiger und mit einer stärkeren Machtbasis ausgestattet war als er selbst. Den durch Jiang Qing geforderten Parteiausschluss lehnte aber auch Hua ab. Ab Ende 1976 begannen altgediente Funktionäre wie Ye Jianying jedoch vermehrt, Dengs Rückkehr zu fordern. Die Entscheidung, Deng zurückzuholen, fiel im Januar 1977; Hua zog es jedoch vor, noch ein halbes Jahr zu warten, um seine eigene Position zu festigen. Im Mai 1977 legte Deng schriftlich dar, dass er Huas Führung akzeptierte, und bot an, sich um Wissenschaft und Forschung zu kümmern. So erhielt er am 17. Juli 1977 auf dem 10. Parteikongress alle Positionen, die er bis 1976 bekleidet hatte, zurück und wurde nach Hua und Ye Jianying der drittmächtigste Mann Chinas.
Die zwei Jahre nach Maos Tod waren von einer politischen Polarisierung zwischen jenen, die von der Kulturrevolution profitiert hatten und jenen, die während der Kulturrevolution gelitten hatten, geprägt. Hua Guofeng hatte keine andere Wahl, als die bedingungslose Fortsetzung des Maoismus zu proklamieren. Demgegenüber forderten zahlreiche einflussreiche Parteimitglieder, Opfer der Kulturrevolution zu rehabilitieren und Urteile aus der Kulturrevolution sowie nach den Ereignissen des 5. April rückgängig zu machen.
Deng hatte sich bereiterklärt, sein Arbeitsgebiet auf Bildung, Wissenschaft und Technologie zu beschränken, weil er dies für die wichtigste der vier Modernisierungen hielt. Er ermöglichte es, dass zahlreiche Akademien, die seit der Kulturrevolution geschlossen waren, ihre Arbeit wieder aufnahmen und verbesserte die Arbeitsbedingungen der Wissenschaftler. Er ermöglichte weiterhin, dass wissenschaftliche Aufsätze mit neuen ideologischen Ansätzen veröffentlicht wurden, was die Polarisierung einerseits befeuerte, andererseits den Maoisten ihr Interpretationsmonopol des Mao-Zedong-Denkens wegnahm. Um Vorbehalten bei der maoistischen Parteifraktion zu begegnen, argumentierte Deng, dass auch Kopfarbeit zum Fortschritt des Landes beiträgt und dementsprechend zu würdigen sei. Um die fähigsten – und nicht die politisch zuverlässigsten – Köpfe zu fördern, ließ er das System der Empfehlungen zum Universitätszutritt abschaffen und bereits 1977 wurden die Zugangsprüfungen wieder eingeführt. Parallel dazu versetzten Studienreisen ins Ausland die politische Führung in Aufbruchsstimmung angesichts der wirtschaftlichen Möglichkeiten, die sich durch Außenhandel boten.
Die zentrale Arbeitskonferenz der Kommunistischen Partei im November/Dezember 1978 brachte die Wende zuungunsten der konservativen Maoisten. Die rund 200 Teilnehmer forderten zunächst zögerlich, später vehement, dass falsche Urteile aus der Vergangenheit rückgängig gemacht würden und dass die betroffenen Parteimitglieder wieder ihre Arbeit aufnehmen dürften. Hua wurde durch diese Dynamik gezwungen, seine zu Beginn der Konferenz angekündigte Politik zurückzunehmen. Wang Dongxing musste gar um Entlassung aus einigen seiner Ämter ansuchen. Auf dem im Dezember folgenden Dritten Plenum wurde beschlossen, das Politbüro zu erweitern, so dass rehabilitierte Politiker eintreten konnten, ohne dass Inhaber von Politbürositzen abtreten mussten. Hua und Deng behielten ihre Positionen, wenngleich allen klar war, dass Deng nunmehr aus seiner Position als Vizepremier heraus die faktische Führung übernommen hatte. Dieses Arrangement wurde gewählt, um den Eindruck eines Machtkampfes nach außen zu vermeiden, und um einer zu hohen Machtkonzentration in den Händen einzelner vorzubeugen.

### Innenpolitik

#### Grenzen der Liberalisierung und Demokratiemauer
In den Monaten nach der Beendigung der Kulturrevolution stellte sich sofort die Frage, wie weit die Parteiführung bei der Gewährung bürgerlicher Freiheiten gehen sollte. Angesichts der über Jahre hinweg erlittenen Ungerechtigkeiten wollten viele Menschen die Bestrafung der Verantwortlichen fordern oder erlebtes Leid darlegen. Es wurde aber auch der Rückfall in das Chaos der Kulturrevolution befürchtet, wenn zu viele Freiheiten gewährt würden. Diese Frage blieb während der gesamten Ära Deng aktuell. Deng war ihr gegenüber pragmatisch eingestellt. Er befürwortete mehr Freiheit für die Menschen. Wenn er aber die öffentliche Ordnung in Gefahr sah, ließ er diese auch schnell wieder einschränken.
Die erste derartige Herausforderung kam bereits kurz nach Maos Tod auf die Parteiführung zu. Am 19. November 1978 wurde auf einer großen Ziegelmauer in der Chang’an-Straße in Peking, in unmittelbarer Nähe zu Tian'anmen, die erste Ausgabe der Zeitschrift des Kommunistischen Jugendverbandes veröffentlicht. Wang Dongxing hatte angeordnet, sie einzuziehen und zu vernichten, weil sie Kritik am Personenkult um Mao enthielt. Als nach diesem Vorstoß niemand bestraft wurde und das Gerücht die Runde machte, Deng billige das Veröffentlichen von Artikeln an dieser Mauer, wurden die Menschen und der Inhalt der Artikel mutiger. Der Ort wurde in der Folge unter dem Namen Demokratiemauer bekannt. Im März 1979 wurde sie Ausgangspunkt von Protesten und die Forderung nach Einhaltung der Menschenrechte wurde laut; ausländische Medien wurden auf sie aufmerksam. Am 25. März veröffentlichte Wei Jingsheng fundamentale Kritik am Einparteiensystem und forderte die Demokratie als fünfte neben Dengs Vier Modernisierungen. Am 28. März wurde per Dekret die Veröffentlichung von Kritik am politischen System verboten. Etwa 30 Personen, darunter Wei Jingsheng, wurden verhaftet und die Demokratiemauer in den abgelegenen Yuetan-Park verlegt. Deng forderte und unterstützte das Verbot, wohingegen andere hohe Parteimitglieder in den Postern und Protesten keine Gefahr sahen.

#### Vier Grundprinzipien
Vom 18. Januar bis 15. Februar und vom 16. März bis 3. April 1979 wurde auf Vorschlag von Ye Jianying die Konferenz über theoretische Prinzipien abgehalten. Ihr Ziel war es, die die Partei spaltenden Kämpfe zwischen jenen Parteimitgliedern, die den Zwei Wasimmer anhingen und jenen, die die Wahrheit nur aus der Praxis ableiten wollten, beizulegen. Die Teilnehmer, zeitweise mehr als 400 ausgewählte Parteimitglieder, sollten zunächst nur diskutieren, wie die Propagandaarbeit die Vier Modernisierungen unterstützen könne und danach die konkrete Umsetzung beschließen. Die Delegierten nahmen die Einladung Hu Yaobangs, das Denken zu befreien und offen zu sprechen, an. Es kam zu scharfer Kritik an den Fehlern des Maoismus. Deng forderte in der Folge, das Banner Mao Zedongs hochzuhalten, um den Gefahren, denen China ausgesetzt sei, zu trotzen. Seine im Rahmen dieser Konferenz aufgestellten Vier Grundprinzipien bilden bis heute den Maßstab zur Festlegung des Erlaubten. Es handelt sich dabei um den sozialistischen Weg, die Diktatur des Proletariats, den Führungsanspruch der Kommunistischen Partei sowie die Ideologie des Marxismus-Leninismus und das Mao-Zedong-Denken. Bis heute versuchen die Intellektuellen, der Staatsmacht weiter gefasste Grenzen abzuringen.

#### Etablierung der Regierung Deng und Ablöse des Maoismus
Als Deng Xiaoping im Dezember 1978 die faktische Macht in der chinesischen Regierung übernahm, bestand die Partei- und Staatsführung einerseits aus Mitgliedern, die während der Kulturrevolution schnell aufgestiegen waren, und andererseits aus lang gedienten und erfahrenen Führungskräften. Deng machte es sich nun zu seiner Aufgabe, eine Führung zusammenzustellen, die ihm nicht unbedingt loyal ergeben sein musste, die aber aus den fachlich qualifiziertesten Kräften im ganzen Land bestand. Im Sommer 1979 kündigte der damals bereits 75-jährige Deng symbolisch mit einer zwei Tage in Anspruch nehmenden Besteigung des Huang Shan größere Veränderungen an.
Bereits wenige Tage später verkündete er in einer seiner Reden, dass die Fragen nach den Zielen für Partei und Land und ideologische Fragen gelöst seien und dass es deshalb an der Zeit sei, die Partei zu erneuern. Dazu müssten neue Parteimitglieder rekrutiert werden und neues Führungspersonal, das später die Nachfolge des damals an der Macht befindlichen Personals antreten sollte, ausgebildet werden. Durch die Rehabilitierung von hohen Parteimitgliedern, die während der Kulturrevolution schnell aufgestiegene Mitglieder ersetzten, war der radikale Flügel um Hua Guofeng bereits im Sommer 1979 so stark geschwächt, dass er bei der Erneuerung der Partei keine Rolle mehr spielen konnte. Für die Erneuerung seiner Partei suchte Deng speziell nach Leuten, die sich um Dinge wie Außenhandel, Technologie oder Finanzwesen kümmern konnten, was eine Abkehr von früheren Kriterien für den Aufstieg in der Partei, nämlich proletarischer oder bäuerlicher Hintergrund, war. Deng war auch bereit, Personen, die diesen Aufgaben nicht gewachsen waren, aus ihren Positionen zu entfernen. Zum Führungsteam von Regierung und Partei gehörten letzten Endes neben Deng Xiaoping Chen Yun und Li Xiannian, die beide etwa gleich alt wie Deng selbst waren, des Weiteren Hu Yaobang, Zhao Ziyang und Wan Li, die alle etwa zehn Jahre jünger waren. Darüber hinaus hatten Deng Liqun als Redenschreiber und Schriftführer und Hu Qiaomu als Ideologe großen Einfluss.
Deng war besorgt darüber, dass dieses Führungsteam keine offensichtlichen Nachfolger hatte. Aus diesem Grund ließ er innerhalb der Partei nach talentiertem und qualifiziertem Personal suchen, von dem er im Sommer 1979 eine Liste mit 165 Personen präsentiert bekam. Er war bestürzt darüber, dass davon nur 31 Kandidaten einen Universitätsabschluss besaßen. Aus diesem Grund veranlasste Deng Xiaoping, dass auf allen Hierarchieebenen der Partei Talente herangebildet werden sollten.
Um die Radikalen in der Partei weiter zu schwächen und um einer gewissen Entfremdung der Bevölkerung von der Partei entgegenzuwirken, veranlasste Deng, dass eine Rede vorbereitet würde, die Marschall Ye Jianying am Nationalfeiertag des Jahres 1979 halten sollte. In dieser Rede, an der 20 Personen gearbeitet hatten und die sich Deng mehrmals vorlegen ließ, übernahm die Partei und ihre führenden Mitglieder vorsichtig die Verantwortung für Fehler, die während des Großen Sprungs nach vorn und der Kulturrevolution begangen worden waren. Sie betonte aber auch die Erfolge der Partei und versprach den Aufbau eines mächtigen sozialistischen Landes. Diese Rede wurde besonders bei der gebildeten Stadtbevölkerung sehr positiv aufgenommen und leitete den Beginn einer Neubewertung der Parteigeschichte ein.
Auf dem fünften Parteiplenum im Februar 1980 wurden Hu Yaobang und Zhao Ziyang in das Politbüro aufgenommen, die vier wichtigsten Unterstützer von Hua Guofeng Wang Dongxing, Wu De, Chen Xilian und Ji Dengkui wurden kritisiert und aus dem Politbüro entlassen; der mittlerweile verstorbene Präsident Liu Shaoqi wurde rehabilitiert. Dieses Parteiplenum markiert somit den Beginn der Regierungszeit von Deng Xiaoping. Auf diesem Plenum stellte Deng Xiaoping auch die Ziele vor, die er mit China in den 1980er Jahren erreichen wollte. Dazu gehörte, Taiwan wirtschaftlich überflügeln und in das chinesische Mutterland wiedereinzugliedern. Er wollte die politische Stabilität bewahren, starke und konsistente Politik betreiben und kompetente Funktionäre heranbilden. Das Bruttoinlandsprodukt wollte er von 1980 bis 2000 vervierfachen. Er betonte, dass es wichtig sei, dass die Regierung auf allen Ebenen von kompetentem anstatt von ideologisch korrektem Personal geführt werde.
Nach dem fünften Parteiplenum konnte Deng seine Agenda viel effizienter voranbringen. Innerhalb weniger Monate wurden die landwirtschaftlichen Kollektiven aufgelöst und die Verantwortung für die landwirtschaftliche Produktion den Haushalten übertragen. Auch die Ablösung von Hua Guofeng konnte er nun deutlich schneller vorantreiben. Die Entmachtung von Hua Guofeng lief parallel zu einer Neubewertung der Geschichte der Kommunistischen Partei Chinas, denn Hua stand für die Fortsetzung der Politik von Mao Zedong. Diese Bewertung der Geschichte fand im Jahre 1980 unter Einbeziehung Tausender hoher und höchster Parteimitglieder statt und war bis 1981 abgeschlossen. Deng setzte durch, dass Mao und das Mao-Zedong-Denken nicht zu stark kritisiert wurden, weil er befürchtete, dass zu starke Kritik die Partei und das Land spalten könnten und den Führungslegitimation der Kommunistischen Partei schwächen könne. Somit kam es im Unterschied zur Sowjetunion, wo es eine Entstalinisierung unter Chruschtschow gab, keine Entmaoifizierung. Man entschied sich zum Konsens, dass Mao 70 % recht und 30 % unrecht hatte.
Im Rahmen des sechsten Parteiplenums wurde Hua Guofeng schließlich dafür kritisiert, dass er einen neuen Personenkult etablieren wollte, dass er linksradikale Losungen gefördert hatte, die der chinesischen Wirtschaft schwer geschadet hätten, und dass er die politischen und organisatorischen Fähigkeiten nicht besäße, um Parteivorsitzender oder Vorsitzender der Militärkommission zu sein. Nach dem sechsten Plenum im Juni 1981 blieb er zwar Mitglied des Politbüros, aus Verbitterung nahm er jedoch an den entsprechenden Sitzungen selten teil.

#### Regierungssystem Deng
Nach der Entfernung von Hua Guofeng aus seinen Ämtern befand sich Deng auf dem Höhepunkt seiner Macht. Obwohl er weder Premierminister noch Parteivorsitzender war, kontrollierte er faktisch das politische Geschehen aus seinen drei Ämtern heraus. Er war Vizepremierminister, Vizeparteivorsitzender und Vorsitzender der Zentralen Militärkommission. Zu Hongkonger Medien meinte er dazu „Ich habe doch schon Namen und Ruhm, oder? Mehr brauche ich nicht! Man muss weitsichtig, nicht kurzsichtig sein!“ Deng gab die allgemeine politische Richtung vor, Hu Yaobang als Generalsekretär der Partei und Zhao Ziyang als Premierminister setzten diese um. Deng behielt sich dabei nur das Recht zu wichtigen Entscheidungen vor, ohne sich um die Details zu kümmern. Der Regierungsstil war autoritär und kühn. Seine Macht wurde lediglich durch das Politbüro, in welchem die 25 höchstrangigen Parteimitglieder vertreten waren, beschränkt.
Deng glaubte an eine Art innerparteilicher Demokratie, bei der die Handelnden konstruktive Meinungen austauschen sollten, um Fehler wie während der Kulturrevolution zu vermeiden. Nachdem die Entscheidung über die zu verfolgende Politik gefallen war, forderte er Disziplin ein, wie es Lenins Konzept des demokratischen Zentralismus vorsieht. Sein Handeln beruhte, nicht zuletzt bedingt durch seine lange militärische Laufbahn, auf Autorität, an Stelle einer Gewaltenteilung stand die effiziente Kommandostruktur. Wenn er eine Maßnahme einleiten wollte, so schuf er zunächst das dafür geeignete Klima, sprach mit den relevanten einflussreichen Personen den Inhalt von Reden und Dokumenten ab, und setzte seine Autorität dann ein, um die Maßnahme durchzusetzen. Er verteidigte die Kommunistische Partei, weil er gesehen hatte, wie die Autorität der KPdSU in der Sowjetunion geschwächt worden war. So setzte er sich für die Todesstrafe für Jiang Qing ein oder ließ Dissidenten wie Wei Jingsheng verhaften. Kritiker aus dem Inneren der Partei ließ er ihrer Ämter entheben, verzichtete dabei jedoch auf die davor übliche öffentliche Bloßstellung. Auf diese Art ging er beispielsweise gegen Wang Ruowang, Liu Binyan oder Fang Lizhi vor. Zur Wahrung der Autorität der Partei gehörte auch, bei Fehlschlägen Parteikader in einer unteren Hierarchieebene dafür verantwortlich zu machen.
Unter Deng wurde im Gegensatz zu davor auf die Schaffung eines Personenkults verzichtet. Zur Politik Dengs gehörte es, komplexe Zusammenhänge in einen Aphorismus oder einen einprägsamen Slogan zu verpacken und populär zu machen; dazu gehörten „Ein Land, zwei Systeme“ für die Lösung des Konflikts um Hongkong und Taiwan sowie sein berühmtes Zitat, „Es spielt keine Rolle, ob die Katze schwarz oder weiß ist; solange sie Mäuse fängt, ist sie bereits eine gute Katze“. Vielen Chinesen waren diese Zitate vertraut, es wurde jedoch niemand angehalten, Deng-Zitate auswendig zu lernen. Deng setzte sich dafür ein, Experimente zuzulassen und langfristig zu denken; als Politiker, der sich keinen regelmäßigen Wahlen stellen musste, konnte er das. Er bevorzugte es, sich mit unbequemen statt mit geschönten Wahrheiten auseinanderzusetzen und ließ Parteifunktionäre anhand von Fähigkeit anstatt anhand von Herkunft oder familiärem Hintergrund auswählen.
Die Kommunikation mit seinen Politbüro-Kollegen erfolgte größtenteils schriftlich, Politbüro-Sitzungen fanden selten statt. Dies war nicht zuletzt dem hohen Alter vieler Mitglieder und speziell den Hörschäden von Deng und Chen Yun geschuldet. Mit den meisten gleich- und höherrangigen Politikern pflegte Deng auch kein freundschaftliches Verhältnis. Zu den Vertrauten, von denen Deng sich persönliche Einschätzungen einholte, gehörten lediglich sein Bürochef Wang Ruilin und die gleichaltrigen Yang Shangkun, Wang Zhen und Bo Yibo. Von der Sachebene abgesehen galt Deng als nicht gesprächig. Man sagte ihm nach, Funktionäre nur als Werkzeug zur Erreichung seiner Ziele zu sehen.

### Außenpolitik
Nach dem Tod Zhou Enlais und Mao Zedongs gab es keinen chinesischen Politiker, der ausländischen Staatsoberhäuptern so auf Augenhöhe begegnen konnte wie Deng, und der dabei so energisch Chinas Interessen verteidigte. Somit war Deng ab 1977 wieder, wenn auch etwas entgegen seinen persönlichen Wünschen, für Außenpolitik zuständig. Zwei Themen dominierten seine Arbeit in diesem Bereich. Einerseits fürchtete China nach wie vor die Sowjetunion und ihre Verbündeten. Andererseits brauchte China ausländische Hilfe bei seinen Modernisierungsbestrebungen und musste dafür den Grundstein legen. Einige Nachbarn Chinas waren jedoch beunruhigt, weil China mit der Sowjetunion 1978 einen 25-Jahres-Vertrag über Frieden und Freundschaft unterzeichnet hatte.
Deng war sich bewusst, dass China verhindern musste, dass die Sowjetunion unter Chinas Nachbarn weitere Verbündete findet. Gleichzeitig wusste er, dass auch in den USA und in Japan die Sorge vor vermuteten expansionistischen Plänen der Sowjetunion groß war. Er schätzte, dass diese Lage es erlauben würde, japanische und amerikanische Unterstützung für Chinas Entwicklung zu erhalten. Aus diesem Grund unternahm er beginnend im Jahr 1978 fünf große Auslandsreisen.
Ab den frühen 1980er Jahren verfolgte Deng die Vier großen Bestrebungen, nämlich Normalisierung der Beziehungen mit den USA, mit Japan und der Sowjetunion, sowie die Rückgabe der Kronkolonie Hongkong.

#### Süd- und Südostasien
Die ersten beiden Länder, die Deng in dieser Phase besuchte, waren Burma und Nepal im Januar 1978. Diese Staaten hatten bereits freundschaftliche Beziehungen mit China, die Deng festigen wollte.
Im November 1978 besuchte Deng Thailand, Malaysia und Singapur. In Thailand wurde Deng herzlich empfangen. Thailand, schon damals eng mit den USA verbündet, war offen für eine Kooperation mit China gegen eine sowjetisch-vietnamesische Vormachtstellung in Südostasien. In Malaysia und Singapur wurde Deng jedoch gesagt, dass man gewisse Aktivitäten Chinas mit viel mehr Sorge betrachtete als möglichen sowjetischen Einfluss. Konkret unterhielt China Radiosender, die die Menschen Südostasiens zur Revolution aufrief, und unterstützte die kommunistischen Parteien in den betreffenden Ländern. In Singapur fand Deng zudem heraus, dass die singapurischen Kommunisten anstelle wahrheitsgemäßer Berichte das berichtet hatten, was ihrer Annahme nach Peking hören wollte. Deng war davon beeindruckt, wie stark sich das Land seit seinem Aufenthalt auf seiner Reise nach Frankreich modernisiert hatte. Hier festige sich in Deng die Meinung, dass tiefgreifende Reformen in China notwendig waren. Zu Singapurs Premierminister Lee Kuan Yew baute er ein besonders vertrauens- und respektvolles Verhältnis auf.
Kurz nach dieser Reise hörten die chinesischen Medien auf, Singapur als läufige Hündin der amerikanischen Imperialisten zu bezeichnen. Man stellte das Land nun als Beispiel dar, von dem es sich zu lernen lohne. In späteren Reden erklärte Deng, dass man die gesellschaftliche Ordnung Singapurs getrost als hervorragend bezeichnen könne. Er stellte das strenge System der Verwaltung und Kontrolle heraus, das China übernehmen und verbessern sollte, weil seine politische Macht nur mit Diktatur, nämlich der demokratischen Diktatur des Volkes zu konsolidieren sei. Die Chinesen in Südostasien wurden dazu ermuntert, loyale Bürger ihres Wohnsitzlandes zu werden, gleichzeitig aber ihre Herkunft nicht zu vergessen und in ihren Herkunftsorten zu investieren. Es dauerte jedoch noch zwei Jahre, bis Deng die Abschaltung der Propagandasender durchsetzen konnte.

#### Nordkorea
Im September 1978 besuchte Deng Nordkorea. Hier war das Ziel, die nordkoreanische Führung davon zu unterrichten, dass China seine Beziehungen zu Japan und den USA zu verbessern plante. Da man in China befürchtete, Nordkorea könnte diese Pläne zum Anlass nehmen, sich enger an die Sowjetunion zu binden, schmeichelte man Kim Il Sung mit einer großen hochrangigen Delegation zum 30. Jahrestag der Gründung der Demokratischen Volksrepublik Korea am 10. September 1978. Deng traf Kim mehrere Male, erklärte ihm Chinas Modernisierungsbedarf und erreichte, dass Nordkorea gute Arbeitsbeziehungen mit China aufrechterhielt. Kim verteidigte später sogar die chinesischen Pläne der Öffnung in Richtung Westen gegenüber Kritik aus den osteuropäischen Staaten.

#### Japan
Deng und zahlreiche andere Regierungsmitglieder betrachteten bessere Beziehungen zu Japan als notwendig für den Erfolg der vier Modernisierungen und zur Vorbeugung gegen einen befürchteten Angriff der Sowjetunion. Nach den Ereignissen des Zweiten Japanisch-chinesischen Krieges war das Land jedoch bei der Bevölkerung verhasst, nicht zuletzt aufgrund dessen, dass es in der Propaganda als das Böse schlechthin dargestellt wurde. Deng hatte während des Krieges acht Jahre gegen die japanischen Truppen gekämpft, dies machte ihn zum geeigneten Mann, eine Versöhnung voranzutreiben. Mao hatte die Beziehungen zwar bereits 1972 normalisiert, die Verhandlungen zur Formulierung eines Friedens- und Freundschaftsvertrages stagnierten jedoch bis 1977. Erst unter Deng kam Bewegung in die Verhandlungen und im August 1978 entschied Deng, Japan bei der umstrittenen Hegemonialklausel entgegenzukommen.
Im Oktober 1978 beantwortete Deng den Staatsbesuch von Tanaka Kakuei aus dem Jahre 1972. Er war bis dahin der höchstrangige chinesische Politiker, der Japan besuchte. Die zehntägige, vom Diplomaten Liao Chengzhi vorbereitete Reise fand in einer versöhnlichen Stimmung statt, bei der es viele beiderseitige Gesten gab, die als Entschuldigung bzw. als Annahme derselben für die Ereignisse aus den vergangenen Kriegen gewertet werden konnten. Als Ergebnis der Reise, auf der Deng das Geheimnis der Modernisierung wie einst Xu Fu suchte, wurden in China zahlreiche Einrichtungen nach japanischem Vorbild gegründet und Delegationen nach Japan gesendet. Die chinesischen Medien begannen, ein deutlich positiveres Bild von Japan zu präsentieren. Japanische Filme, Literatur und Kunst wurden in China zugelassen. Management und Qualität hielten Einzug im Denken chinesischer Funktionäre, während japanische Firmen zu bedeutenden Investoren und japanische Fonds zu den größten Kreditgebern Chinas wurden. Während der Ära von Deng Xiaoping spielte kein Land eine wichtigere Rolle beim Aufbau der Industrie und Infrastruktur Chinas.

#### Sowjetunion
Die Beziehungen zwischen China und der Sowjetunion beschäftigten Deng seit den 1950er Jahren intensiv. Im November 1957 war er Mitglied der chinesischen Delegation zur Feier des 40. Jahrestages der Oktoberrevolution. Im Rahmen dieser Reise nahm Deng auch an zwei Konferenzen teil, die die ideologische Krise des kommunistischen Lagers nach der Entstalinisierung beenden sollte. Deng gelang es, den russischen Chefideologen Michail Andrejewitsch Suslow dazu zu bringen, dem chinesischen Vorschlag für die Abschlusserklärung weitgehend zuzustimmen. Nach diesem Erfolg gehörte die Außenpolitik zu Dengs Aufgabenschwerpunkten. Im Folgejahr war Deng Teilnehmer an den Gesprächen, in denen Pawel Fjodorowitsch Judin und Chruschtschow für ihren Vorschlag, eine gemeinsame Pazifikflotte aufzubauen und gemeinsam Radarstationen zu betreiben, heftigst angegriffen wurden. Als Chruschtschow als Reaktion auf die Beleidigungen durch Mao seine Hilfszusagen zurückzog, war Deng aufgrund seiner Verletzung nicht in der Politik aktiv. Im Jahre 1960 und 1963 reiste Deng drei Mal als Chef einer mehrköpfigen Delegation nach Moskau, um mit Suslow über die korrekte Ideologie des sozialistischen Lagers zu verhandeln. Er leitete gemeinsam mit Kang Sheng im Juli 1964 auch die Gruppe, die in mehreren Artikeln die Sowjetunion des Revisionismus bezichtigte.
Im Gefolge des chinesisch-sowjetischen Zerwürfnisses fürchtete Peking einen sowjetischen Angriff, was Mao dazu bewog, die Normalisierung zu den USA zu suchen. Nach dem Treffen von Zhou Enlai mit Ministerpräsident Alexei Kossygin schien die unmittelbare Kriegsgefahr vorbei. Um einer sowjetischen Umklammerung vorzubeugen, ließ Deng Xiaoping Vietnam angreifen. Kurz nach Ende dieses Krieges gab Deng dem Außenminister Huang Hua die Anweisung, Verhandlungen mit der Sowjetunion aufzunehmen, um ungelöste Fragen zu behandeln und die zwischenstaatlichen Beziehungen zu verbessern. Derartige Treffen fanden mehrmals zwischen April und Oktober 1979 statt. Im August 1979 legte Deng fest, dass es in den Augen der chinesischen Führung drei Hindernisse für verbesserte Beziehungen gab: die Sowjetunion sollte ihre Truppen von der Grenze zu China und aus der Mongolei abziehen, sich aus Afghanistan zurückziehen und Vietnam zum Rückzug aus Kambodscha überreden. Des Weiteren schlug Deng vor, dass keiner der Staaten Truppen an der gemeinsamen Grenze stationieren sollte. Deng wies seine Verhandler an, keine Schwäche zu zeigen, auch wenn die Verhandlungen lange zu keinem Ergebnis führen würden. Der chinesisch-sowjetische Freundschaftsvertrag, der am 11. April 1980 auslief, wurde von Peking nicht verlängert. Deng wartete darauf, dass die Sowjetunion ihre Ressourcen überstrapaziert hatte und ihre Beziehungen zu China verbessern musste, und er sollte recht behalten.
Im Jahre 1982 kamen erste Signale der Annäherung aus Moskau. Bei einer Rede in Taschkent bezeichnete der sowjetische Staatschef Breschnew China als sozialistisches Land und kündigte die sowjetische Unterstützung für China im Taiwan-Konflikt an. Deng veranlasste in der Folge, dass Diskussionen über innere Angelegenheiten der Sowjetunion in der chinesischen Presse beendet wurden. Zur endgültigen Normalisierung zu Dengs Bedingungen kam es erst im Jahre 1989; vom 15. bis 18. Mai besuchte Michail Gorbatschow Peking, wo er in Gesprächen mit Deng und Zhao Ziyang auch gewisse Fehler der Sowjetunion, die zu Reibung geführt haben, eingestand. Um sicherzustellen, dass die Normalisierung mit der Sowjetunion nicht auf Kosten der Beziehungen mit den USA geschehen würde, hatte Deng unmittelbar vor den Gesprächen Wan Li und unmittelbar danach Qian Qichen in die USA und Kanada entsandt, um die dortigen Regierungen zu unterrichten. Nach der Auflösung der Sowjetunion stellte auch Deng sich die Frage, ob die Herrschaft der kommunistischen Partei überleben würde. Er antwortete darauf mit einer Beschleunigung der Reform- und Öffnungspolitik.

#### Vietnam
China hatte Vietnam im ersten und zweiten Indochina-Krieg unterstützt und Deng war an den damit verbundenen Gesprächen teilweise beteiligt gewesen. Nach dem Abzug der chinesischen Truppen füllte die Sowjetunion das entstandene Vakuum gern, während Vietnam sowjetische Hilfe zum Wiederaufbau des zerstörten Landes dringend benötigte. China fürchtete, von der Sowjetunion eingekreist zu werden. Es ging deshalb eine Allianz mit dem Kambodscha unter den Roten Khmer ein und trieb die Normalisierung seiner Beziehungen mit Japan voran. Die Verbesserung der amerikanisch-chinesischen Beziehungen unter Mao und die großzügige Hilfe für Kambodscha verstärkten das traditionelle Misstrauen Vietnams gegenüber China. Während der Kulturrevolution und Dengs Abwesenheit aus der Politik stellte China unmögliche Forderungen an Vietnam, darunter eine Verurteilung des sowjetischen Hegemonismus, was Vietnam nicht tun konnte; darüber kam es zum Bruch in den Beziehungen zwischen den beiden Nachbarn. Vietnam wurde somit in eine noch stärkere Abhängigkeit von Moskau getrieben. Als Deng die außenpolitischen Agenden übernahm, hatten die Sowjetunion und Vietnam Verträge über die militärische Zusammenarbeit geschlossen und Vietnam war dem Rat für gegenseitige Wirtschaftshilfe beigetreten. Parallel dazu trieb Vietnam die Kollektivierung voran, wogegen die Mehrzahl der 1,5 Millionen Chinesen in Vietnam, darunter viele Inhaber von Kleinunternehmen, opponierten. Vietnam fürchtete, dass sich seine chinesische Minderheit im Kriegsfall mit China verbünden würde. Die Chinesen Vietnams wurden in Lager gesteckt oder flohen aus dem Land.
Im Sommer 1978 wurde die Zusammenarbeit zwischen Vietnam und der Sowjetunion intensiver und die chinesische Regierung erwartete, dass Vietnam die folgende Trockenzeit nutzen würde, um Kambodscha anzugreifen. Sie fürchtete, dass der sowjetische Einflussbereich dadurch in Richtung Thailand und die Straße von Malakka wachsen könnte, was einen sowjetischen Zugang zum Indischen Ozean bedeuten würde. Deng glaubte fest daran, dass deshalb im Angriffsfall eine starke Antwort von China notwendig war. Er hatte bereits auf seinen Besuchen im westlichen Ausland unter anderem Jimmy Carter erklärt, dass es notwendig sei, seine Bereitschaft zum Krieg zu zeigen, um die sowjetische Expansion einzudämmen.
Pol Pot hatte bereits im Sommer 1978 angefragt, ob China „Freiwillige“ nach Kambodscha senden könnte, um einen vietnamesischen Angriff abzuwehren. Deng war trotz des Völkermords, den Pol Pot begangen hatte, und seines schlechten Ansehens im Westen bereit, mit ihm zu kooperieren. Ihm schwebte jedoch eine kurze Auseinandersetzung mit Vietnam vor, wie China sie bereits im Jahr 1962 an der indischen Grenze durchgeführt hatte. Er verfolgte damit das Ziel, seinem Nachbarn eine Lektion zu erteilen und Vietnam und der Sowjetunion zu zeigen, dass die Kosten für eine weitere Expansion hoch sein würden. Im Kreis der chinesischen Partei- und Staatsführung stieß Deng jedoch auf starken Widerstand. Viele waren der Meinung, dass es nicht weise sei, die zur Modernisierung Chinas notwendigen Ressourcen in einen Krieg gegen Vietnam zu investieren. Viele waren sich bewusst, dass die Volksbefreiungsarmee nicht für einen Krieg bereit war. Weitere waren der Meinung, ein Angriff auf ein kommunistisches Bruderland sei aus Prinzip falsch. Letzten Endes gab es starke Befürchtungen, dass durch einen Angriff auf Vietnam die Sowjetunion zu einem Angriff auf China provoziert werden könnte. Deng setzte sich jedoch durch und die Planungen für einen möglichen Angriff auf Vietnam begannen im September 1978. Obwohl Deng Xiaoping mit seinen Aktivitäten in der Außen- und Innenpolitik gut beschäftigt war, war er mit fast allen Einzelheiten des Angriffes auf Vietnam vertraut. Zwar dauerte der Krieg im Februar/März 1979 nur 29 Tage, forderte aber bis zu 25.000 Todesopfer und 37.000 Verwundete auf Seiten der chinesischen Angreifer. Wenngleich Deng verkündete, dass China Vietnam erfolgreich eine Lektion erteilt hätte, so waren die Unzulänglichkeiten in der Volksbefreiungsarmee so offensichtlich geworden, dass man in der westlichen Presse diskutierte, wer da wohl wem eine Lektion erteilt hätte.
Im Ergebnis dieses Krieges und der nachfolgenden Scharmützel wurde jedoch ein großer Teil des vietnamesischen Militärs für lange Zeit an der Nordgrenze des Landes gebunden. Eine sowjetisch-vietnamesische Expansion in Südostasien blieb aus und die Gefahr der Einkreisung durch die Sowjetunion wurde von der chinesischen Regierung von nun ab als gering betrachtet.

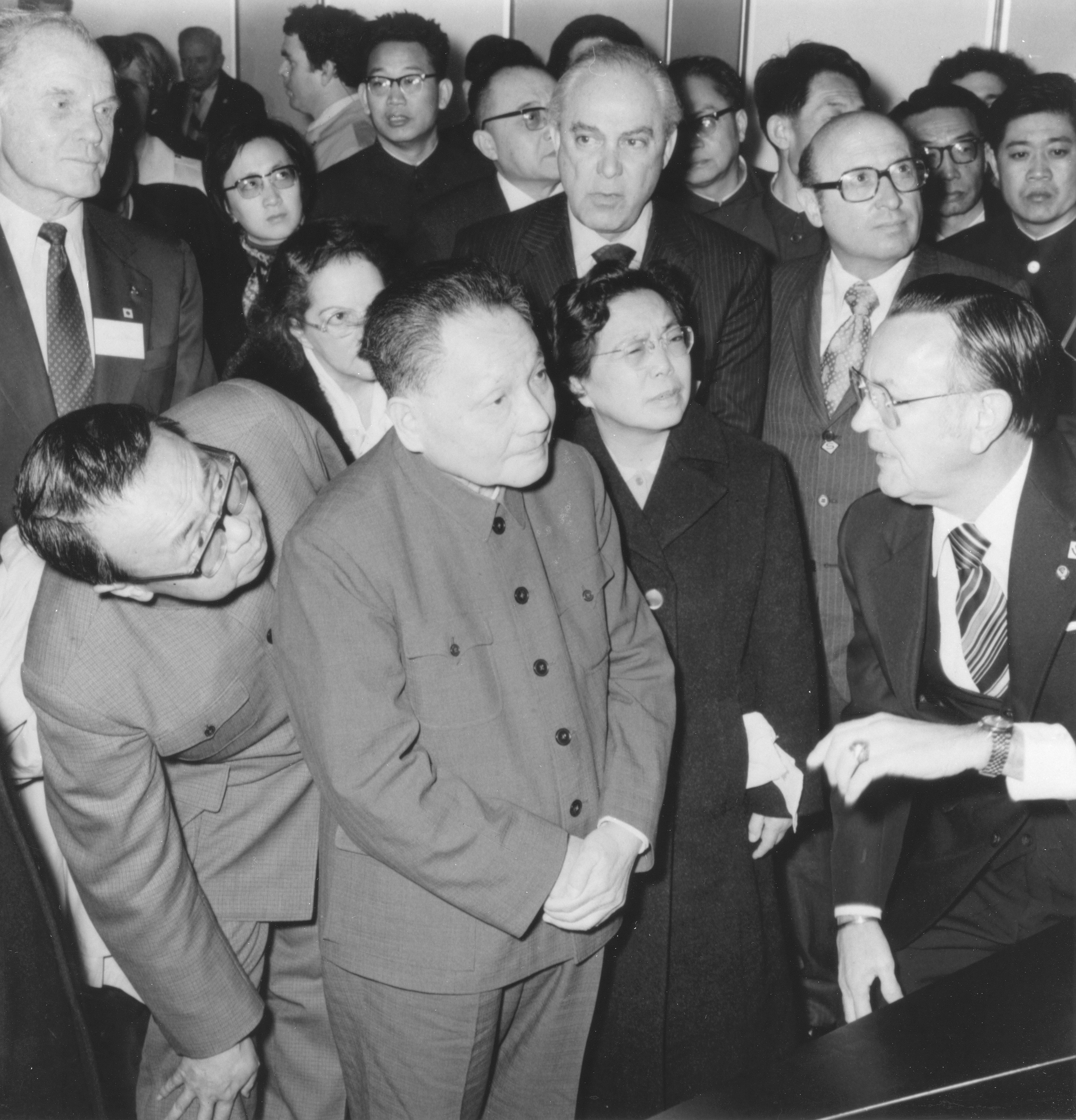
Deng Xiaoping im Johnson Space Center 1979

#### Taiwan
Deng betrachtete es während seines gesamten politischen Lebens als eine seiner wichtigsten Aufgaben, Taiwan und Hongkong wieder an das chinesische Mutterland anzugliedern. Als er Anfang 1979 die Verantwortung für Außenpolitik übernahm, führte er zunächst die Politik von Zhou Enlai weiter und verkündete, dass China beiden Regionen für 100 Jahre ein hohes Maß an Autonomie einräumen würde, wenn sie zu China zurückkämen; im Jahre 1982 entwickelte er diesen Ansatz zu Ein Land, zwei Systeme weiter. In seinen Neujahrsansprachen 1979 und 1980 bezeichnete er die Wiedervereinigung mit Taiwan als eine der wichtigsten Aufgaben neben den Vier Modernisierungen und der Normalisierung der Beziehungen zu den USA. Gleichzeitig schloss Deng gegenüber Vertretern der US-Regierung die Anwendung von Gewalt nicht aus. Taiwans Präsident Chiang Ching-kuo reagierte auf Vorschläge aus Peking jedoch mit der Ankündigung, weiter aufrüsten und das Festland erobern zu wollen.
Im April 1979 verabschiedeten die USA den Taiwan Relations Act, der unter anderem Waffenlieferungen an Taiwan vorsahen, um dessen Verteidigungsfähigkeit sicherzustellen. Im Wahlkampf bezeichnete der spätere US-Präsident Ronald Reagan Taiwan sogar als „Land“. Deng reagierte darauf sehr verärgert, weil die amerikanische Unterstützung für Taiwan bedeutete, dass Taiwan vor Dengs Rückzug aus der Politik nicht zum Mutterland zurückkehren würde. Er ließ die amerikanische Regierung wissen, dass eine Anerkennung oder weitergehende Aufrüstung Taiwans zu einer Herabstufung der Beziehungen zu den USA führen würde. Im Jahre 1981 wurde durch Ye Jianying ein Neun-Punkte-Programm vorgetragen, welches unter anderem direkte Verhandlungen zwischen der KP und KMT, vereinfachten Handel, Verkehr und Tourismus, einen hohen Grad an Autonomie inklusive Beibehaltung einer eigenen taiwanischen Armee sowie die Beibehaltung des Sozial- und Wirtschaftssystems im Falle einer Wiedervereinigung vorsah. Die Regierung Taiwans reagierte darauf nicht.
Im Jahre 1981 versprachen die USA angesichts des Druckes aus Peking, nur sorgfältig ausgewählte Defensivwaffen an Taiwan zu verkaufen und sagten die Lieferung von F-15-Kampfflugzeugen ab. Peking forderte einen Zeitplan zum Ausstieg aus Waffenlieferungen an Taiwan. Um Zeichen zu setzen, ignorierte Peking eine Einladung aus den USA und schränkte die Beziehungen zu den Niederlanden, die gerade einen Vertrag zur Lieferung von U-Booten an Taiwan unterschrieben hatten, ein. Im Sommer 1982 kam es zu direkten Gesprächen zwischen Vizepräsident George H. W. Bush und Deng, die im Communiqué vom 17. August 1982 mündeten. Dieses Communiqué enthält ein Bekenntnis der USA zur Ein-China-Politik und die Zusage der USA, Waffenverkäufe an Taiwan einzuschränken. Im Jahre 1985 bat Deng den singapurischen Premierminister Lee Kuan Yew um Vermittlung eines Treffens mit dem bereits schwer kranken Chiang Ching-kuo. Chiang lehnte jedoch ab, hob 1987 das Kriegsrecht in Taiwan auf und öffnete damit den Weg zur Demokratisierung und Entspannung der Verhältnisse zum Festland.

#### Hongkong
Hongkong war für Deng Xiaoping seit seiner Rückkehr in die Politik aus zwei Gründen wichtig: Er benötigte die Stadt für seine Ziele, China zu modernisieren und er sah es als seine Aufgabe an, die chinesische Souveränität über Hongkong wiederherzustellen. Somit begann er bereits im Jahre 1977, die Beziehungen zu Hongkong zu verbessern, nachdem es während der Kulturrevolution Übergriffe auf das Territorium Hongkongs gegeben hatte. Im Jahr darauf setzte er eine Arbeitsgruppe unter Liao Chengzhi ein und lud Unternehmer, allen voran Y. K. Pao zu Gesprächen ein. Im Jahre 1979 traf Deng Gouverneur MacLehose in Peking, um mit ihm über Modernisierung und das Schicksal von Hongkong als Teil von China zu diskutieren; hier stellte er zum ersten Mal ein Konzept vor, aus dem später der Ansatz Ein Land, zwei Systeme werden sollte. Die Botschaften, die MacLehose den Wirtschaftstreibenden in Hongkong überbrachte, beruhigten die Investoren und ließen Börsenkurse und Immobilienpreise stark ansteigen.
Nach der Entmachtung der Konservativen um Hua Guofeng konnte Deng schließlich Hongkong anbieten, dass es sein kapitalistisches Gesellschaftssystem für 50 Jahre nach der Übergabe der Souveränität an China behalten könne. Gegenüber der britischen Regierung vertrat er hingegen die Position, dass die ungleichen Verträge nichtig seien und dass eine chinesische Regierung, die die Souveränität über Hongkong nicht wiedererlangen könne, abtreten müsse. Die moralische Verpflichtung Großbritanniens, den freien Lebensstil der Hongkonger zu schützen, erkannte Deng nicht an; er deutete auch die Bereitschaft zum Einsatz von Gewalt an.
Am 22. September 1982 traf Deng Xiaoping zu Verhandlungen mit Margaret Thatcher zusammen; letztere hatte ihre Berater nicht ernst genommen und das chinesische Beharren auf Übergabe von Hongkong als Verhandlungsstrategie interpretiert. Entsprechend war sie von der Härte Deng Xiaopings überrascht. Deng kündigte an, Großbritannien zwei Jahre Zeit zur Lösungsfindung einzuräumen, danach würde China unilateral seine Pläne für Hongkong nach 1997 bekanntgeben. Die Verhandlungen wurden in 22 Runden zwischen dem 12. Juli 1983 und dem 6. September 1984 geführt. Nachdem es eine Zeitlang keinerlei Fortschritte gegeben hatte, warnte Deng den früheren britischen Premierminister Edward Heath am 10. September 1983, dass die britische Strategie nicht aufgehen würde und dass die Hongkong-Frage geklärt werden müsse. Gleichzeitig rutschte die Hongkonger Wirtschaft in die tiefste Krise ihrer Geschichte. Am Ende wurde die Chinesisch-britische gemeinsame Erklärung zu Hongkong unterzeichnet und zwischen 1984 und 1989 das Hong Kong Basic Law ausgehandelt. Eine Verbindungsgruppe mit Vertretern aus China, Hongkong und Großbritannien überwachte die Vorbereitungen zur Übergabe.
Um den Übergang der Souveränität vorzubereiten, entsandte Deng im Jahre 1983 mit Xu Jiatun einen hochrangigen Funktionär nach Hongkong und stellte mit Ji Pengfei einen Verbindungsmann für Hongkong bereit. Xu hatte die Aufgabe, in Hongkong einflussreiche Personen für den Übergang zu gewinnen, peking-treues Personal für die Verwaltung des Territoriums nach 1997 aufzubauen und das Verständnis für Hongkong bei der chinesischen Führung zu vertiefen. Der in Hongkong populäre Xu hatte den Mut, über das Misstrauen vieler Hongkonger gegenüber der Kommunistischen Partei zu berichten. Dies führte dazu, dass Deng sich mehrmals direkt an die Bevölkerung Hongkongs wandte und sich auch in die Verhandlungen zum Basic Law einschaltete. Deng starb vier Monate vor der Übergabe Hongkongs an China.

### Militär
Das chinesische Militär war nach dem Ende der Kulturrevolution in mehrerlei Hinsicht rückständig. Die Volksbefreiungsarmee, wie Deng Xiaoping sie von Mao Zedong geerbt hatte, war zur Kriegsführung nur in zwei extremen Taktiken fähig: der Atomkrieg einerseits und ein Volkskrieg, bei dem im Kriegsfalle die lokale Bevölkerung mobilisiert und einen besser ausgerüsteten Feind durch die schiere Masse der Menschen niederringen sollte. Für diese Rückständigkeit kritisierte Deng nicht Mao Zedong, sondern Lin Biao. Zwar hatte Deng bereits vor seiner vorübergehenden Absetzung durch Mao Zedong begonnen, Verbesserungen im militärischen Bereich anzustoßen, als er im Jahr 1977 wieder Mitglied der Regierung wurde, nahm er zunächst formell unter Hua Guofeng als Vorsitzendem der Zentralen Militärkommission zusammen mit Ye Jianying die Arbeit an diesen Punkten wieder auf. Im Juni 1981 wurde Hua auch aus dieser Funktion abgesetzt und Deng übernahm den Posten des Vorsitzenden der Zentralen Militärkommission. Er gab ihn nach seinem Rückzug erst im Herbst 1989 als letzten seiner Posten ab. Anders als im zivilen Bereich wählte Deng für hohe Posten im chinesischen Militär Personen aus, mit denen er bereits im chinesischen Bürgerkrieg gekämpft hatte oder die auf andere Art mit ihm persönlich verbunden waren. Dazu gehörten Verteidigungsminister Qin Jiwei, der Direktor der politischen Abteilung Yang Baibing, der Generalsekretär der Zentralen Militärkommission Yang Shangkun oder sein eigener Nachfolger in der Funktion des Armeestabschefs Yang Dezhi.
Zu einer der dringendsten Maßnahmen gehörte es, den aufgeblasenen Apparat zu verkleinern, die Anzahl der Soldaten zu reduzieren, das Personal zu verjüngen und besser ausgebildete Rekruten zu gewinnen, die Disziplin zu stärken und die Ausbildung zu verbessern. Deng Xiaoping war sehr erfolgreich bei der Reduzierung des aufgeblähten Militärs. Im März 1978 kündete Deng Pläne an, eine halbe Million Funktionäre der Volksbefreiungsarmee auf zivile Positionen zu verschieben. Im Jahr 1975 hatte die Volksbefreiungsarmee 6,1 Millionen Soldaten, bis zum Jahr 1979 wurde die Anzahl der Soldaten auf 5,2 Millionen reduziert, bis 1982 auf 4,2 Millionen und bis 1988 auf 3,2 Millionen. Im Jahre 1982 wurde die Zentrale Beraterkommission gegründet, viele der überflüssig gewordenen hochrangigen Militärs wurden mit einer Mitgliedschaft in dieser Kommission geehrt und mit ihren Privilegien in den Ruhestand verabschiedet. Nach dem Ausbleiben einer sowjetischen Vergeltung nach dem Chinesisch-Vietnamesischen Krieg, dem sowjetischen Einmarsch in Afghanistan im Jahr 1979 und den positiven Reaktionen auf chinesische Vorstöße in Richtung Entspannung entschied Deng, Investitionen in das Militär aufzuschieben und die vorhandenen Ressourcen anstelle dessen für die Modernisierung der Wirtschaft zu verwenden. In seiner Rolle als Armeestabschef kam ihm die Aufgabe zu, diese Position gegenüber unzufriedenen Generälen, die bereits seit langer Zeit auf modernere Technik warteten, zu vertreten. Der Anteil der Ausgaben für das Militär am Bruttoinlandsprodukt sank in der Folge von 4,6 % im Jahre 1979 auf 1,4 % im Jahre 1991.
Bereits 1977 begann Deng, die Weichen zu stellen, damit das Ausbildungswesen des Militärs verbessert werden würde. Er forderte, dass alle Einheiten der Armee Arbeitsgruppen bilden, die neue Technologien absorbieren konnten. Er ließ Mechanismen einführen, die junge Talente identifizierten und förderten. Die erste Gruppe junger Chinesen, die zum Studium ins Ausland geschickt wurde, waren kleine Gruppen von talentierten jungen Rekruten der Volksbefreiungsarmee, die nicht nur militärische Themen, sondern auch Management, Wissenschaft, Technologie und Internationale Beziehungen studierten. In den 1980er Jahren wurden zahlreiche Programme begonnen, um das chinesische Militär technisch und taktisch zu modernisieren. Die Strategie war, neue Technologien zu entwickeln, um im Falle des Bedarfes große Mengen davon zu produzieren. Deng Xiaoping wusste, dass China auch auf dem Gebiet der Technologie einen großen Rückstand zu anderen Ländern hatte, aus diesem Grund erwähnte er bereits bei seinem Treffen mit dem US-Präsidenten Jimmy Carter im Januar 1979, dass er interessiert sei, von den Amerikanern gewisse militärische Technologien zu kaufen. Bis Jahresende 1979 hatten die Amerikaner eine Liste von Technologien vorbereitet, die sie möglicherweise an China, jedoch nicht an die Sowjetunion liefern würden. In den 1980er Jahren kam es dann zu einer stark wachsenden militärischen Zusammenarbeit zwischen den Vereinigten Staaten und China, wobei keiner der Staaten eine Allianz anstrebte. Diese Zusammenarbeit endete abrupt im Jahr 1989 aufgrund der gewaltsamen Niederschlagung der Proteste auf dem Tian’anmen-Platz.
Als Deng Xiaoping die Reform des chinesischen Militärs übernahm, waren sowohl zivile als auch militärische Unternehmen, die militärische Güter herstellten, defizitär und belasteten das staatliche Budget stark. Bereits Ende der 1970er Jahre ermunterte Deng die Unternehmen, auch Güter für den Bedarf der Bevölkerung herzustellen und auf dem freien Markt zu verkaufen. Später erlaubte man es, Unternehmen aus dem Militär herauszutrennen und selbstständig am Markt agieren zu lassen. Dadurch wurden zahlreiche Arbeitsplätze für im Militär abgebautes Personal geschaffen, gleichzeitig wurde das staatliche Budget entlastet. Dieser Übergang dauerte mehrere Jahrzehnte und brachte zahlreiche Probleme von Korruption und Amtsmissbrauch mit sich, letzten Endes war er aber erfolgreich. Aus den Firmen, die damals auf Basis von Produktionseinheiten der Volksbefreiungsarmee gegründet worden sind, sind einige international erfolgreiche Unternehmen entstanden.
Die eigentliche Modernisierung und Expansion der chinesischen Streitkräfte erfolgte unter den Nachfolgern von Deng Xiaoping, als Taiwan drohte, mit amerikanischer Unterstützung seine Unabhängigkeit zu erklären und als es offensichtlich wurde, dass China für seine Energieversorgung und für seine Exportgeschäfte auch die Handelswege sichern musste.

### Wirtschaft
Deng war sich bewusst, in Wirtschaftsfragen nicht genug Expertise zu besitzen. Nach seiner Rückkehr in die Politik verließ er sich deshalb in wirtschaftlichen Fragen auf Chen Yun, später auch auf Zhao Ziyang. Er selbst behielt sich allerdings das Recht vor, Entscheidungen mit großer Tragweite selbst zu fällen. Die Wirtschaftspolitik der 1980er Jahre war geprägt von einem Ringen zwischen Deng und Hu Yaobang einerseits, die schnellere Reformen und Wachstum anstrebten, und Chen, der vorsichtig agieren, die Planwirtschaft nicht gänzlich aufgeben sowie Inflation und Defizit unter Kontrolle halten wollte.

#### Landwirtschaft
Im Jahre 1978 verfügten Chinas Bauern über ein durchschnittliches Jahreseinkommen von umgerechnet 39 US-Dollar. Auch nach Ende der Kulturrevolution verhungerten Menschen und insgesamt war der Verbrauch von Getreide pro Kopf im Jahre 1978 niedriger als im Jahre 1957. Premierminister Hua Guofeng und der Vizepremierminister für Landwirtschaft Chen Yonggui sowie sein Nachfolger Wang Renzhong unterstützten jedoch das Dazhai-Modell. Sie wollten das Problem dadurch lösen, die großen Volkskommunen beizubehalten und Verbesserungen durch den Einsatz von mehr Kunstdünger, Traktoren, Pumpen und durch eine schnellere Elektrifizierung des Landes zu lösen.
Im Jahre 1978 wurde Wan Li zum ersten Parteisekretär in der Provinz Anhui ernannt. Deng Xiaoping ermunterte ihn und die Parteifunktionäre Anhuis dazu, in Regionen, wo nach wie vor Menschen verhungerten, Dezentralisierung der Landwirtschaft bis hin zu den bis dahin verbotenen Familienbetrieben zu erlauben. Zhao Ziyang setzte in der Provinz Sichuan ähnliche Maßnahmen, jedoch ohne so weit zu gehen, Familienbetriebe zu erlauben. Diese Maßnahmen wurden von konservativen Politikern und Zeitungen angegriffen und als kapitalistisch oder bourgeois verurteilt. Die Maßnahmen in Anhui und Sichuan zeigten jedoch sehr kurzfristig Erfolg. Deng veranlasste über Hu Qiaomu, dass diese Erfolge angemessen publiziert wurden; auf einer Konferenz der Parteisekretäre aller Provinzen wurde diese Vorgehensweise ebenfalls erlaubt. Wenige Jahre später schloss man im ganzen Land Verträge zwischen Familien und lokalen Behörden über Land- und Maschinennutzung sowie die Ablieferung von Erzeugnissen ab.
Nach der Absetzung von Hua Guofeng im Jahre 1980 wurde Wan Li Vorsitzender der staatlichen Landwirtschaftskommission. Unter seiner Führung wurde die 1955 von Mao verkündete Kollektivierung rückgängig gemacht, im Jahre 1982 wurden die Volkskommunen offiziell abgeschafft. Im Jahre 1984 war die Ernte schließlich so groß, dass es nicht genug Lagerkapazitäten gab, um sie einzulagern. Aus den abgeschafften Kommunen wurden Gemeindebetriebe (乡镇企业), die im Jahre 1978 28,3 Millionen Menschen und 1992 105,8 Millionen Menschen beschäftigten. Im Jahre 1994 kamen 42 % der gesamten Industrieproduktion aus derartigen gemeinschaftlich betriebenen Unternehmen.

#### Wirtschaftliche Öffnungspolitik
Nach der Kulturrevolution waren die ersten Kontakte mit dem Ausland, die Gu Mu, Hua Guofeng, Kang Shi'en, Yu Qiuli und Deng selbst geknüpft hatten, sehr positiv. Im ganzen Land herrschte Enthusiasmus darüber, was Technologieimporte alles bewirken könnten. Chen Yun wachte andererseits über eine ausgeglichene Zahlungsbilanz, über Kredite und deren Rückzahlungsfristen und die Sinnhaftigkeit von Projekten angesichts mangelnder Verfügbarkeit von ausgebildeten Arbeitskräften und Rohmaterial, des Weiteren war er Vorsitzender der Planungskommission und der Zentralen Disziplinarkommission der Partei. Die Erkenntnis, dass nicht alle angestoßenen Projekte bezahlbar waren, unterstützte auch Deng und kritisierte Hua Guofeng für unrealistische Planungen. Deng übernahm in der Folge die Aufgabe, ausländischen Partnern, vor allem aus Japan, zu erklären, dass China kein Geld hat und deshalb Projekte auf Eis legen, verschieben oder ganz absagen muss. Am 20. Dezember 1980 schlug Li Xiannian der staatlichen Planungskommission von Yao Yilin vor, im Rahmen der wirtschaftlichen Anpassungsmaßnahmen auch eine Geburtenplanung einzuführen. Deng hatte dieser Politik bereits am 23. März 1979 seine volle Unterstützung signalisiert. Aus diesem Schritt ging die Ein-Kind-Politik hervor.
Der Provinz Guangdong wurde erlaubt, beim Erwirtschaften der für Technologieimporte notwendigen Devisen zu experimentieren. Guangdong hatte im Jahre 1977 kaum Industrie und auch keine Devisen, um ausländische Technologie zu importieren. Der Export landwirtschaftlicher Produkte und der Tourismus waren nur wenig einträglich. Im Jahre 1978 übernahm Xi Zhongxun den Posten des Ersten Parteisekretärs der Provinz. Er erwirkte in der Zentralregierung die Erlaubnis, ausländische Investitionen zuzulassen. Es wurden zunächst vier Sonderzonen eingerichtet, wo ausländischen Unternehmen Produkte für den Export herstellen konnten. Im Jahre 1980 wurden diese Zonen auf Wunsch von Chen Yun in Sonderwirtschaftszonen umbenannt, um schon im Namen sicherzustellen, dass in diesen Zonen nur wirtschaftliche und keine politischen Experimente durchgeführt wurden. Der Ansatz von Deng war jedoch, mit Hilfe der Sonderwirtschaftszonen für ganz China Erfahrungen mit Märkten, Management und modernen Finanzwesen zu sammeln. Kritiker warfen Deng vor, mit Kapitalismus zu experimentieren, ohne ihn beim Namen zu nennen. Deng hatte jedoch nie vor, die Stellung der kommunistischen Partei Chinas in Frage zu stellen. Die Dominanz staatlicher Unternehmen in wichtigen Industriezweige wollte er ebenso beibehalten wie das staatliche Eigentum von sämtlichem Grund und Boden. Er war der Meinung, dass Märkte die wirtschaftliche Entwicklung des Landes unterstützen sollten. Die Politik der dritten Front wurde jedoch aufgegeben. Mit den wirtschaftlichen Experimenten in der Provinz Guangdong zapfte China erfolgreich das unternehmerische Potenzial der Auslandschinesen und der Hongkonger an. In den 30 Jahren nach Beginn der Öffnungspolitik verhundertfachten sich die Exporte der Volksrepublik China.
Die schnelle Entwicklung der Sonderwirtschaftszonen und vor allem die Rohstoffbedarfe der ausländischen Unternehmen brachten die zentral in Peking erstellten Pläne durcheinander. Darüber hinaus wurde die wirtschaftliche Öffnung in Guangdong von Problemen wie Schmuggel, Korruption und Kriminalität begleitet und die Parteidisziplin litt. Auch hier kam es zu Konflikten zwischen Deng und Hu Yaobang einerseits, die die Entwicklung der Sonderwirtschaftszonen vorantreiben wollten, und Chen Yun, der zur Vorsicht mahnte und die Parteidisziplin aufrechterhalten wurde wollte. Die Politiker in Guangdong, die die Öffnung vorantrieben, allen voran Ren Zhongyi, mussten mehrmals vor der Disziplinarkommission erscheinen und Selbstkritik üben. Im Winter 1982 besuchte Deng die Provinz; die Unterstützung für die Politiker vor Ort leistete jedoch Hu. Deng setzte seine persönliche Autorität für die Entwicklung der Sonderwirtschaftszonen und die Öffnung der Provinz Guangdong nicht ein.
Am Ende des Jahres 1982 hatte man in Guangdong die Korruptions- und Schmuggelprobleme soweit in den Griff bekommen, dass die Zentrale Disziplinarkommission der Partei die Öffnungspolitik guthieß. Ab diesem Zeitpunkt ermutigte Deng alle, von Shenzhen und Zhuhai zu lernen. Im Winter 1984 besuchte Deng erneut den Süden. Er ließ seine Besichtigungstouren in modernen Fabriken, Hochhäusern und Bürobauten in Shenzhen im Fernsehen übertragen, das zur damaligen Zeit in China gerade eine hohe Reichweite erlangt hatte. Im Sommer 1984 wurde die Öffnungspolitik schließlich bestätigt und auf Dengs Initiative hin auf 14 Küstenstädte ausgedehnt.

#### Ringen um Wachstum und Reformen
Dank des Kurses von Chen Yun war die chinesische Wirtschaft im Jahre 1982 stabil. Das Wachstum betrug 7,7 % und das Budgetdefizit war unter Kontrolle. Aus Sorgen vor Inflation und Mangel an Rohstoffen warnte Chen vor zu schnellem Wachstum; Deng und Hu Yaobang drängten jedoch darauf, schnelleres Wachstum zuzulassen. Chen billigte dabei ebenso wie Deng und Hu, Unternehmen mehr Freiheit zu geben und die Bildung von Preisen durch Marktkräfte herbeizuführen. Er verteidigte jedoch die Vorgehensweise, für die wichtigsten Industrien zentral Pläne aufzustellen und er stand für makroökonomische Stabilität sowie für Parteidisziplin.
Im Jahre 1980 übernahm die Volksrepublik China die Mitgliedschaft von Taiwan in der Weltbank. Im April 1980 traf Deng den Weltbank-Präsidenten Robert McNamara. Als Resultat dieses Gespräches fand ab Oktober 1980 eine dreimonatige Studienreise von Ökonomen der Weltbank unter Leitung des Repräsentanten der Weltbank in China, Edwin Lim statt. Das Ziel dieser Reise war es, China beim Übergang von der Plan- zur Marktwirtschaft zu beraten. Für die Zusammenarbeit mit der Weltbank und japanischen Beratern war im Jahre 1980 eine Arbeitsgruppe außerhalb der Partei- und Staatsbürokratie gegründet worden. Sie sollte neue Entwicklungsrichtungen für die Wirtschaft untersuchen. Leiter dieser Gruppe war Zhao Ziyang. Im Jahre 1981 wurde der erste Weltbank-Bericht von Zhao gutgeheißen und veröffentlicht. Im Jahr 1983 bat Deng den neuen Weltbank-Präsidenten Alden W. Clausen um eine Einschätzung, ob schnelleres Wachstum und die angestrebte Vervierfachung des Bruttonationalproduktes bis zum Jahr 2000 möglich sein. Diese Frage führte zu einer neuen Weltbankmission in China und zu einem positiven Bericht im Jahre 1985.
Durch das starke Wachstum in den Jahren 1982 und 1983 befand Deng sich auf der Höhe seiner Popularität. In dieser Phase prägte er auf dem Dritten Plenum des 12. Parteitages den Begriff eines Sozialismus chinesischer Prägung. Er setzte durch, dass eine Reform der Wirtschaftsstruktur angekündigt wurde, in der mehr unternehmerische Freiheiten gelten sollten, in der Preise nicht mehr vom Staat festgesetzt würden und wo generell Märkte herrschen sollten. Ebenso zeigte sich in dieser Phase, dass ein neues Steuersystem notwendig sein würde. Die Konflikte um den Wirtschaftskurs mit Chen Yun wurden in dieser Phase ernsthafter. Ende 1984 erreichte die Inflation einen besorgniserregenden Wert. Deng und Zhao Ziyang stimmten in dieser Situation von Chen vorgeschlagenen Konsolidierungsmaßnahmen zu. Ebenso wurde der Kampf gegen die Korruption verstärkt.
Im Jahr 1987 war die Wirtschaft dank der Maßnahmen von Chen wieder unter Kontrolle. Deng wollte die Lage nutzen, um wiederum stärker in Richtung Liberalisierung vorzustoßen. Er setzte die Sprachregelung durch, dass Planung nicht mehr das oberste Gebot sei. Gegen den Rat der Ökonomen wollte er nun das System staatlich festgelegter Preise abschaffen. Mitte August 1988 setzte Deng sich mit diesen Plänen nach hitzigen Diskussionen durch und die Freigabe der Preise für wesentliche Güter wurde im Parteiorgan Renmin Ribao angekündigt. Es kam zu Panikkäufen und zu Demonstrationen gegen dieses Vorhaben. Am 30. August stimmte Deng der Rücknahme dieser Maßnahmen zu. Dieser Fehler führte zu einem hohen Verlust an Einfluss und Popularität für Deng sowie zu Kritik an Zhao Ziyang, der die Entscheidungskompetenz in wirtschaftlichen Fragen an Li Peng abgeben musste. In den Jahren 1988 bis 1990 kam es zur Inflation; die Kreditvergabe wurde zurückgenommen, das Wachstum sank, die Arbeitslosigkeit stieg. Deng war in dieser Phase nicht in der Lage, Widerstand gegen den Wirtschaftskurs von Chen zu mobilisieren. Die von Deng angestrebte Aufgabe der staatlich festgelegten Preise wurde erst in der Mitte der 1990er Jahre durch Zhu Rongji umgesetzt.

### Höhepunkt der Macht
Obwohl Deng das Premierministeramt nicht persönlich übernommen, sondern es einem seiner Protegés überlassen hatte, befand er sich etwa mit Mitte des Jahres 1981 in einer unumschränkten Machtposition. Zu Hongkonger Medien meinte er dazu „Ich habe doch schon Namen und Ruhm, oder? Mehr brauche ich nicht! Man muss weitsichtig, nicht kurzsichtig sein!“ Ab diesem Zeitpunkt bekamen politische und wirtschaftliche Reformen eine höhere Priorität.
1981 begann Deng die Kulturrevolution auch in der Hinsicht rückgängig zu machen, dass er der Viererbande sowie weiteren führenden Persönlichkeiten aus der Kulturrevolution den Prozess machen ließ.
Auf dem 12. Parteitag im September 1982 ließ Deng dann die folgenden drei Ziele für die Arbeit der KP in den 1980er Jahren ausgeben:
- Aufbau eines Sozialismus chinesischer Prägung
- Wiedervereinigung mit Taiwan und Widerstand gegen die Hegemoniebestrebungen der Supermächte
- Wirtschaftlicher Aufbau, um im Jahr 2000 ein Pro-Kopf-Jahreseinkommen von 1000 Dollar zu erreichen

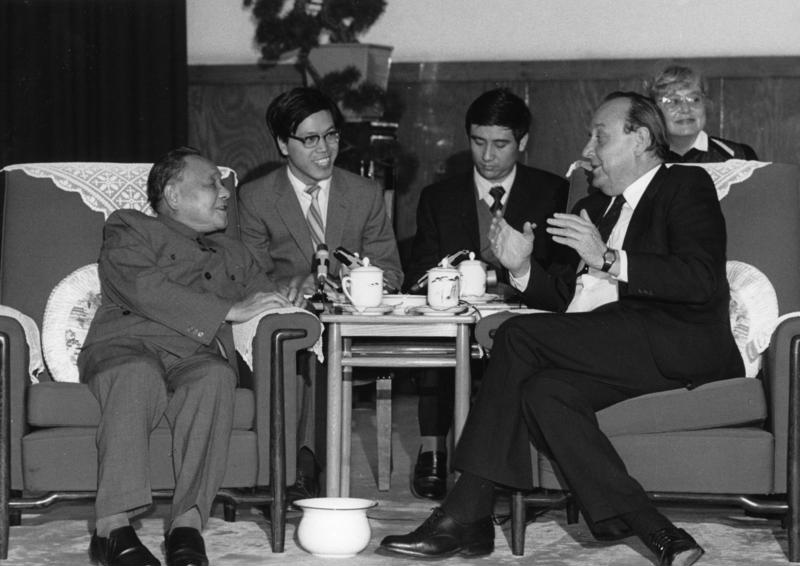
Deng Xiaoping 1985 im Gespräch mit Staatsgast Hans-Dietrich Genscher

Deng präzisierte seine Ziele über die Wirtschaftsentwicklung in der sogenannten „Drei-Schritte-Theorie“ folgendermaßen: Von 1980 bis 1990 sollte sich das Bruttoinlandsprodukt verdoppeln und damit die Nahrungs- und Kleidungsprobleme der Bevölkerung behoben werden. Von 1990 bis 2000 sollte sich das Bruttoinlandsprodukt noch einmal verdoppeln und damit bescheidener Wohlstand für die Bevölkerung erreicht werden. In den nächsten 50 Jahren sollte dann der Anschluss an die gemäßigt entwickelten Länder erreicht werden.

### Rückzug
Nach dem offiziellen Rückzug aus der Politik 1990 blieb Deng zunächst für wenige Jahre noch politisch aktiv. Unterstützt durch seine Familie, vor allem von seinem ältesten Sohn Deng Pufang, fungierte er weiterhin als Berater für die Regierung, vor allem Jiang Zemins.
Deng mischte sich jedoch wiederholt in dessen Geschäfte ein, wenn er der Meinung war, dass sein politisches Erbe in Gefahr war. Besonders bei der Formulierung der offiziellen Stellungnahmen während und nach dem Fall der kommunistischen Regierungen in Ost- und Mitteleuropa sowie dem Putsch in Moskau 1991 wollte Deng nach wie vor Einfluss ausüben. Die konservativen Kräfte in der Regierung zwang er häufiger dazu, aus ihren Reden „antikapitalistische“ Passagen zu entfernen.

#### Proteste auf dem Tian’anmen-Platz
Am 15. April 1989 starb der bei den Bürgern beliebte Hu Yaobang nach kurzer Krankheit. Es kam zu Trauerkundgebungen, auf denen im Zeitverlauf radikaler werdende Forderungen artikuliert wurden. Deng Xiaoping, damals bereits 84 Jahre alt, hatte mit den Demonstranten keine Sympathien, denn sie gefährdeten seiner Meinung nach die Stabilität, für die er gesorgt hatte. Darüber hinaus kritisierten die Demonstranten Deng implizit, indem sie Hu als ungerecht behandelt bezeichneten. Die Parallelen zu den Studentenprotesten von 1976 waren unübersehbar. Zu den Ursachen, die die Proteste vor allem von Studenten befeuerten, gehörten im Jahre 1989 jedoch Inflation, korrupte Funktionäre und Unfreiheit in der Berufswahl, wofür Deng letzten Endes verantwortlich war.
Als am 18. April 1989 aus den Trauerkundgebungen Protest geworden war, besuchten Li Peng und Yang Shangkun Deng bei ihm zu Hause. Deng wies Härte an; ein Zusammenbruch der Autorität der KP, wie er damals in osteuropäischen Staaten vor sich ging, dürfe in China nicht geschehen. Hu Qili und Hu Qiaomu mussten einen Leitartikel schreiben, der die Demonstrationen verurteilte und die Studenten warnte. Gleichzeitig versetzte er die Volksbefreiungsarmee in Alarmbereitschaft. Der Leitartikel führte jedoch zur Ausweitung der Proteste und zur Solidarisierung von Parteifunktionären, staatlichen Medien und Universitätspersonal mit den Studenten. In der folgenden Meinungsverschiedenheit zwischen Zhao Ziyang, der den Leitartikel zurückziehen und auf die Forderungen der Studenten eingehen wollte, und Li Peng, der auf Härte und Disziplin pochte, unterstützte Deng im Hinblick auf die Wahrung der Autorität der KP Li Peng. Vor dem Besuch von Michail Gorbatschow traten zahlreiche Studierende in den Hungerstreik, auch Parteisekretär Yan Mingfu gelang es nicht, die Studenten zum Aufgeben zu überreden. Am 18. Mai 1989 befanden sich bei Gorbatschows Anwesenheit trotz Regens 1,2 Millionen Demonstranten auf dem Tian’anmen-Platz. Deng fühlte sich dadurch so brüskiert, dass er zum Einsatz von Gewalt bereit war; auch Zhao persönlich gelang es nicht, die Proteste friedlich zu beenden.
Der ständige Ausschuss des Politbüros unter Dengs Vorsitz entschied kurz darauf, das Kriegsrecht zu verhängen. Zhao trug diese Entscheidung nicht mit und trat zurück; davor hatte er als Dengs designierter Nachfolger gegolten und sollte seinen Posten als Vorsitzender der Zentralen Militärkommission übernehmen. Nach einem weiteren Versuch, die Studenten persönlich zum Verlassen des Tian’anmen-Platzes zu überreden, kam Zhao in Hausarrest; Zhao und Deng trafen sich danach nie wieder. Das Kriegsrecht wurde in der Folge von Li Peng verkündet. Nachdem zwischen 20. und 22. Mai unbewaffnete Truppen vom Widerstand der Bevölkerung zum Rückzug gezwungen wurden, war es klar, dass Deng eine Massenbewegung gegen sich hatte. Deng ordnete Yang Shangkun an, bewaffnete Truppen vorzubereiten; Li Peng und Deng überzeugten alle hohen Parteimitglieder und Militärs persönlich von der Notwendigkeit von Härte. Nachdem die Demonstranten am 29. Mai die Göttin der Demokratie aufgestellt hatten, genehmigte Deng am 2. Juni die Pläne zur Räumung des Platzes und wies am 3. Juni General Chi Haotian an, alle Maßnahmen zur Wiederherstellung der Ordnung zu ergreifen. Ein Angebot der Studenten, die Proteste zu beenden, wenn ihre Organisationen anerkannt würden, wurde abgelehnt. Am 3. und 4. Juni wurden der Tian’anmen-Platz und die umgebenden Straßen gewaltsam geräumt, wobei die Zahl der Opfer unklar ist. Zahlreiche Demonstranten und Intellektuelle wurden verhaftet, Deng entschied persönlich, Zhao Ziyangs Assistenten Bao Tong mit sieben Jahren Haft zu bestrafen.

#### Maßnahmen nach der Niederschlagung der Proteste
Bereits am 20. Mai hatte Deng begonnen, Überlegungen für den Umbau der Partei- und Staatsführung anzustellen. Ihm war wichtig, dass die Wirtschaftspolitik von Zhao Ziyang weitergeführt würde, dass Korruption stärker bekämpft würde und dass neues Personal, das mit der Niederschlagung der Proteste nicht in Verbindung gebracht würde, die Führung übernehmen sollte. Jiang Zemin wurde Generalsekretär der Partei, Li Ruihuan übernahm alle Aufgaben von Hu Qili, Li Peng wurde Premierminister, Yao Yilin Vizepremier; Zhao wurde auf dem nächsten Plenum aus dem Politbüro entfernt und Deng kündigte seinen endgültigen Ruhestand an.
Deng war für den Rest seines Lebens davon überzeugt, die richtige Entscheidung getroffen zu haben, auch wenn man ihm nachsagte, ein heimtückischer Feind der Freiheit zu sein. Er erachtete die Wahrung der Autorität der Partei als vital, um China zu modernisieren und den Weg der osteuropäischen Staaten zu vermeiden. Die späteren Generationen wagten es nicht mehr, die Parteiführung herauszufordern, weil sie nach dem Vorbild von 1989 eine harte Reaktion und hohe Kosten erwarten mussten.
Er setzte sich auch persönlich für die Aufhebung der Sanktionen ein, die vom Ausland nach der Niederschlagung der Tian’anmen-Proteste verhängt wurden, und empfing ausländische Ehrengäste.

#### Dengs Reise in den Süden Chinas
Die Reise durch die Sonderwirtschaftszonen in Südchina im Jahr 1992 unternahm Deng, um den wirtschaftlichen Reformkurs zu stärken und die Partei – etwa gegen den Widerstand orthodox kommunistischer Strömungen um Li Peng – endgültig auf eine Linie zu bringen. Mit Blick auf die Zeit nach seinem Tod schlug Deng, ebenfalls im Jahr 1992, den bis dahin eher unbekannten Hu Jintao, dessen Aufnahme in den ständigen Ausschuss des Politbüros er förderte, als Nachfolger von Jiang Zemin nach dessen Amtszeit vor. Diesem Vorschlag wurde im Jahr 2002, nach dem Ausscheiden Jiang Zemins, entsprochen.
Ab den Ereignissen rund um den Tian’anmen-Platz im Jahr 1989 gingen die reformorientierten Kreise, aufgrund des erneuten Erstarkens der Parteilinken, in eine Wartestellung. Nach einer innerparteilichen Stabilisierung seines Kurses bereiste im März und April 1992 der damals bereits 87-jährige Deng den Süden Chinas, um sowohl die Parteifunktionäre wie auch die übrige Bevölkerung zu Reformschritten zu ermutigen. Er legte dort seine Vorstellung von einer „sozialistischen Marktwirtschaft“ dar. Er sagte:

„Man muss etwas mehr Mut bei der Reform- und Öffnungspolitik an den Tag legen, Mut zum Experiment, nicht wie Frauen mit gebundenen Füßen. Wenn man das Ziel erkannt hat, dann mutig versucht, dann mutig drauflos! Ohne Draufgängertum, ohne ‚Abenteurertum‘ bleibt alles saft- und kraftlos, dann werden wir keinen guten Weg, keinen neuen Weg nehmen und auch nichts Neues zustande bringen können. … Bei der Reform der Städte wie der ländlichen Gebiete geht es nicht um Debatten, sondern um mutige Versuche, mutiges Drauflosgehen; unsere Politik lässt Versuche zu, das Zulassen von Versuchen ist viel besser als jeder Zwang. … Man muss die Gelegenheit beim Schopfe packen und jetzt ist so eine Gelegenheit. Ich mache mir Sorgen, dass die Gelegenheit verpasst, die Gelegenheit nicht beim Schopfe gepackt wird; wenn man eine Chance sieht und sie nicht nutzt, ist auf einmal der richtige Zeitpunkt vorbei.“

Eine besondere Wichtigkeit bekamen Dengs Ausführungen dadurch, dass viele der Reformen erst einmal in kleinen Bezirken ausprobiert wurden, dort aber oft gegen landesweit bestehende Gesetze verstießen. In diesem Zusammenhang war die Unterstützung Dengs, der vom Zulassen von Versuchen und mutigem Vorangehen redete, von hoher Bedeutung.

### Ruhestand
Dengs Gesundheitszustand verschlechterte sich ständig, und die Bilder, die 1994 zu seinem 90. Geburtstag im Fernsehen übertragen wurden, zeigten einen Mann, der ohne die Hilfe seiner Töchter nicht mehr handlungsfähig war. Seine jüngste Tochter Deng Rong war in diesen letzten Jahren seine Sekretärin und offizielle Sprecherin, da er selbst wegen seiner Parkinson-Krankheit nicht mehr sprechen konnte. Öffentliche Auftritte wurden immer seltener. Deng starb 1997 schließlich im Alter von 92 Jahren an Komplikationen der Parkinson-Krankheit und einer Lungeninfektion.

## China nach Deng
Nach Dengs Tod wurde seine Politik nicht revidiert, wie dies mit der Politik seines Vorgängers Mao Zedong geschah. Deng hatte eine durch den Erfolg legitimierte Politik vorzuweisen, und er hinterließ Machtstrukturen, die stabiler waren als jene, die Mao geschaffen hatte. Da die Institutionen und die Rolle des Rechts unter Deng gestärkt worden waren, brach nach Dengs Tod nicht sofort ein Machtkampf wie nach Maos Tod aus. Machtkämpfe spielten sich nach Dengs Tod vor allem innerhalb der Parteigremien ab, nicht in der Öffentlichkeit wie in der Kulturrevolution. Der Übergang zur Zeit nach Deng lief auch deshalb recht reibungslos ab, weil Deng in seinen letzten Lebensjahren nur noch die Rolle des „Aufpassers“ einnahm, aber bereits seine Nachfolger aufbaute.
Ein wesentlicher Unterschied der Zeit nach Deng zu der Zeit nach Mao war, dass Mao eine kommunistische Gesellschaft herbeizwingen wollte, während es bei Deng nicht klar war, ob er nicht eher Konfuzianer war. Als der ehemalige Bundeskanzler Helmut Schmidt Deng darauf ansprach, dass die Kommunistische Partei doch gar nicht mehr kommunistisch sei und er selbst doch kein Kommunist, sondern eher ein Konfuzianer sei, antwortete Deng das berühmte: „So what?“ (englisch für „Na und?“).
Sowohl der kommunistische Mao als auch der nationalistische Chiang hatten die Notwendigkeit des Wirtschaftsaufbaues erkannt und nach ihren Vorstellungen umzusetzen versucht; Deng war jedoch jener, dem dies am eindrucksvollsten gelang. Für hunderte Millionen von Menschen verbesserte sich während Dengs Regierungszeit die Lebensqualität spürbar. Über die Reformen Deng Xiaopings sagt man deshalb, dass sie den größten Wohlfahrtsgewinn aller Zeiten erreicht haben, den ein einzelner je zustande gebracht hat. Unter Deng schaffte man es, hinsichtlich der Personalauswahl den Übergang von Revolutionären zu professionellen Technokraten zu bewerkstelligen.
Andererseits verschärfen sich die Gegensätze zwischen arm und reich in China so schnell wie in kaum einem anderen Land, sowohl geographisch wie auch sozial. Von der egalitären Gesellschaft, die Mao vorgeschwebt hatte, entfernt sich China seit den Reformen Dengs in großem Tempo.
Die Reformen Deng Xiaopings stellten Pragmatismus über die Werte des Maoismus und Kommunismus. Der sogenannte „Dengismus“ wird deshalb auch als „Philosophie ohne Philosophie“ bezeichnet. Die Gesammelten Werke des Deng Xiaoping beinhalten auch keine philosophischen Abhandlungen, wie sie etwa Mao der Nachwelt hinterlassen hat, sondern meist administrative Anweisungen und Reden auf diversen Kongressen, wobei durch die Parteizensur die teils deftige Sprache Dengs geglättet wurde. Dies zeigt, dass Deng weniger jemand war, der neue Wege suchte, als jemand, der Forderungen nachkam und diese effizient umzusetzen vermochte.

## Ehrungen
1978 und 1985 war er Mann des Jahres des Time Magazine.
Als Vorbild für alle Chinesen wurde ein sehr großes Denkmal aus Eisen in seiner Ehrenstätte errichtet. Deng war Kettenraucher, die Zigarette wurde jedoch im Jahr 2000 aus seiner linken Hand herausgeschnitten.
In mehreren Städten Chinas wird Deng Xiaoping auch mit Hilfe von großen Plakatwänden mit seinem Bildnis auf zentralen Straßen geehrt.

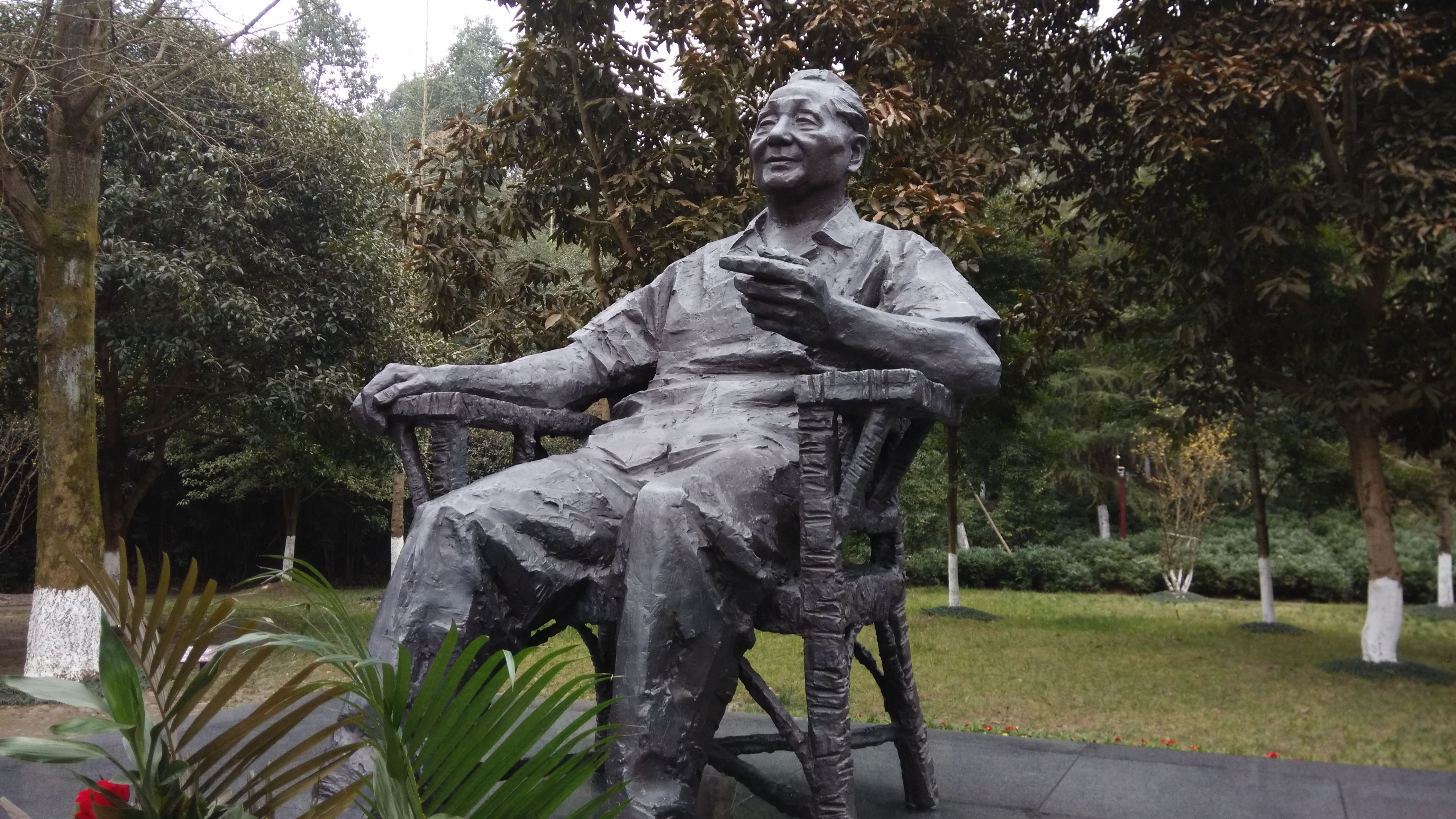
Deng Xiaoping, (sitzend) im Park zu seinen Ehren am Geburtsort

## Werke
- Bericht über die Abänderung des Parteistatuts. In: Der VIII. Parteitag der Kommunistischen Partei Chinas, Dokumente, Band I. Verlag für fremdsprachige Literatur, Peking, 1956.
- Die Geschlossenheit des chinesischen Volkes und aller Völker der Welt. Aus Anlaß des 10. Jahrestags der Gründung der Volksrepublik China für die „Prawda“ geschrieben. Verlag für fremdsprachige Literatur, Peking, 1959.
- Rede von Deng Hsiao-ping, dem Leiter der Delegation der Volksrepublik China, auf der Sondertagung der UNO-Vollversammlung (10. April 1974). Verlag für fremdsprachige Literatur, Peking, 1974.
- Ausgewählte Schriften (1975–1982). Verlag für fremdsprachige Literatur, Peking, 1985.
- Nachruf des Genossen Teng Hsiao-ping auf der grossen Trauerfeier zu Ehren des Genossen Tschou En-lai. In: „Roter Morgen“, Zentralorgan der KPD/Marxisten-Leninisten, 31. Januar 1976, S. 9.
- Schlussrede auf dem XI. Parteitag der Kommunistischen Partei Chinas. In: Der XI. Parteitag der Kommunistischen Partei Chinas, Dokumente. Verlag für fremdsprachige Literatur, Peking, 1977.
- Die Reform der Revolution. Eine Milliarde Menschen auf dem Weg. Siedler, Berlin, 1988, ISBN 3-88680-316-3.

## Zitat
„Unsere chinesischen Esel sind zwar langsam, doch Langsamkeit hat auch ihre Vorteile – ein Auto fährt zwar schnell, wenn man es aber umwirft, so muß man das mit dem Tode bezahlen; ein Esel geht langsam, er kommt aber auf jeden Fall an sein Ziel.“